# Список птиц Украины

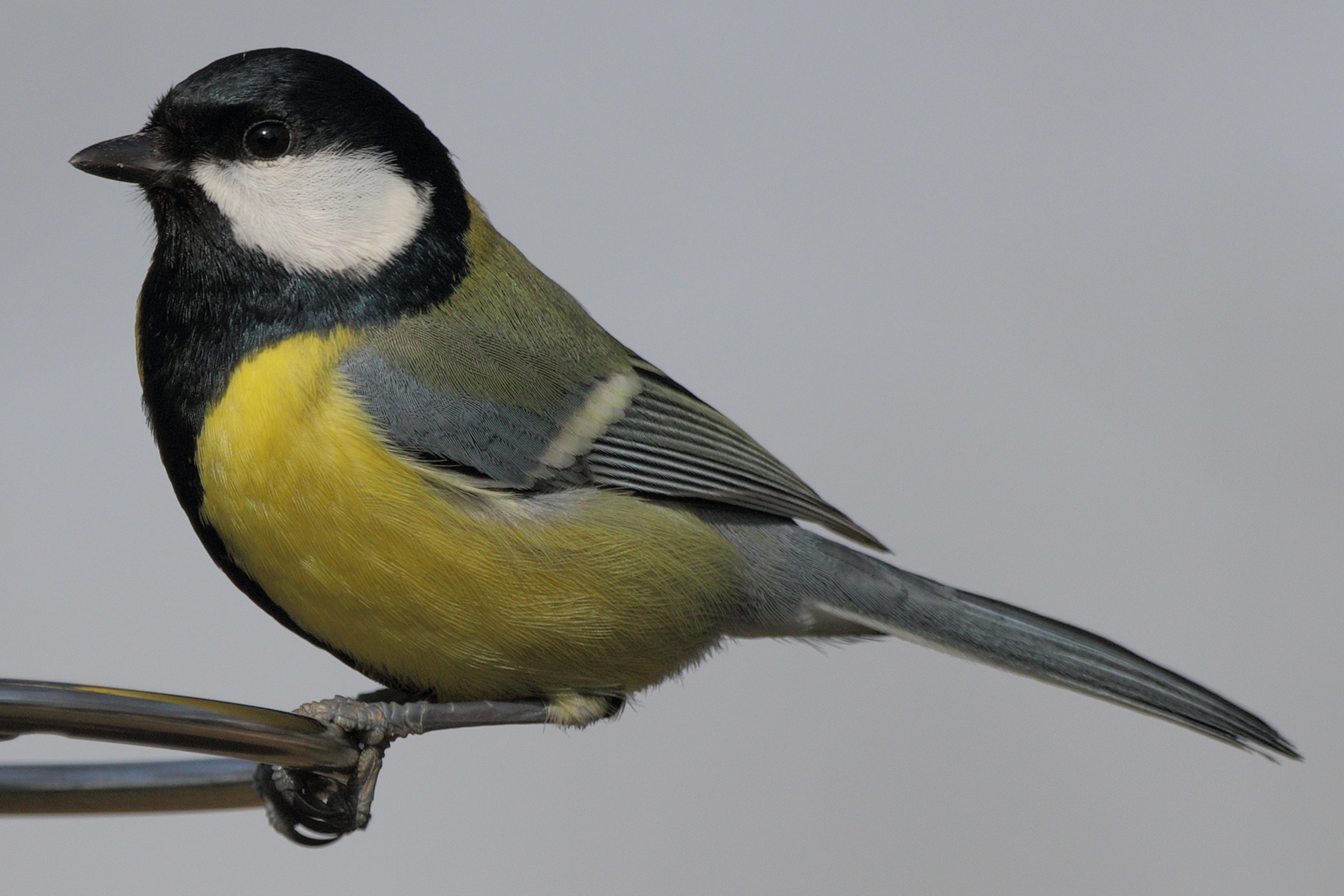
Большая синица — один из самых широко распространённых видов в фауне Украины

Украина (включая спорную территорию Крыма) на карте Европы

Список птиц Украины — список всех видов птиц, которые были зарегистрированы на территории Украины.

## Видовое разнообразие
Согласно последней изданной монографии (2002) и фаунистическим спискам (2004, 2007) орнитофауна Украины включала в себя от 423 до 425 видов птиц. С момента выхода этих публикаций на территории Украины было отмечено несколько новых для её фауны редких залётных видов. Таким образом, орнитофауна страны представлена 443 видами. Из них 3 были интродуцированы, 270—281 вид являются гнездящимися птицами, как минимум 122 вида — зимующими, 40 видов наблюдаются только в период сезонных миграций, ещё как минимум 120 видов имеют статус залётных.
В связи с частым содержанием в неволе птиц, не характерных для фауны Европы, существует вероятность встреч в природе их единичных сбежавших особей. Например, на территории Украины известны встречи с такими видами, как: роскошная свиязь (Anas sibilatrix  Poeppig, 1829 — одна особь была обнаружена в феврале 2013 года при учёте водоплавающих птиц, зимующих на Бурштынском водохранилище в Галицком национальном природном парке), чёрный лебедь Cygnus atratus  (Latham, 1790) — в Центральной Украине, сероголовый огарь Tadorna cana  (Gmelin, 1789) — в Закарпатье. Однако их первоначальные ареалы расположены далеко за пределами Европы и попадание их естественным путем (без помощи человека) на данную территорию невозможно. Поэтому украинские орнитологи не считают эти виды составляющими фауны страны. Помимо них в список орнитофауны страны не включён чеглок Элеоноры Falco eleonorae  Gene, 1839, о встрече с которым сообщалось в одной из фаунистических работ, поскольку точное определение этого вида без отлова вызывает много сомнений; клушица Pyrrhocorax pyrrhocorax  (Linnaeus, 1758), из-за отсутствия описания обстоятельств встречи и достоверности определения вида; чернокрылый дымчатый коршун Elanus caeruleus  (Desfontaines, 1789), якобы наблюдавшийся на Западной Украине. Украинская орнитофаунистическая комиссия отклонила внесение вышеуказанных видов в состав фаунистического списка орнитофауны Украины.
Птицы, встречающиеся в пределах Украины, по характеру пребывания, гнездования и сезонным переселениям поделены на несколько групп:
- Оседлый — виды, которые круглогодично придерживаются определённой небольшой территории и за её пределы не перемещаются. К также относятся синантропы — птицы, обитающие вблизи человека и так или иначе зависящие от него.
- Гнездящийся — вид с доказанным гнездованием в пределах территории страны: для них установлено пребывание в гнездовых биотопах в период размножения, обнаружены гнёзда, птенцы (слётки); отмечено строительство гнёзд, выкармливание птенцов и другие элементы гнездового поведения.
- Вероятно гнездящийся — вид, наблюдаемый на протяжении гнездового периода в подходящих для гнездования биотопах, но их гнездование на территории страны пока не подтверждено.
- Кочующий — вне сезона размножения постоянно передвигается с места на место в поисках пищи. Такие передвижения не связаны с цикличностью и целиком зависят от доступности кормовой базы и погодных условий.
- Перелётный — совершает регулярные сезонные перемещения между местами гнездовий и зимовок. Часто перелёт проходит с остановками для отдыха и кормления.
- Зимующий — оседлые и прилетающие на зимовку виды птицы.
- К числу пролётных, относятся виды, появляющиеся в пределах региона только во время миграций (пролёта, кочёвок), преимущественно во время остановок для отдыха и кормления.
- К числу залётных птиц относятся птицы, случайно оказавшиеся на территории Украины по каким-то причинам, пролётные пути и места гнездования которых находятся далеко (часто за несколько тысяч километров от их постоянного летнего или зимнего ареала) за пределами страны. Чаще всего залёты происходят во время осенних или весенних миграций.
- Летующими видами являются птицы, не размножающиеся в пределах территории Украины, но регулярно встречающиеся в летний период — задержавшись на путях пролёта за пределами своего гнездового ареала.
- Интродуцированный — вид, который завезён человеком и образовал устойчивые гнездовые группировки в местах завоза.

## Список видов
Данный список объединяет таксоны видового и подвидового уровня, которые были зарегистрированы на территории Украины и приводились для неё исследователями в литературных публикациях. Список состоит из русских названий, биноменов (двухсловных названий, состоящих из сочетания имени рода и имени вида) и указанных с ними имени учёного, впервые описавшего данный таксон, и года, в котором это произошло. В четвёртом столбце таблицы для каждого вида приводятся информация о его статусе и распространении на территории Украины на основании работы «Птахи фауни України» (Фесенко, Бокотей; 2002), если не указаны другие источники. Для некоторых таксонов приводятся замечания по систематике. Отряды и семейства в списке расположены в систематическом порядке, принятом в настоящее время Международным союзом орнитологов (IOC World Bird List v 7.3).
Легенда:
 Виды находящиеся под охраной на территории Украины и включённые в третье издание Красной книги Украины (2009 год)
| Отряд Гусеобразные (Anseriformes)              |                               |                                                   | |
| Утиные (Anatidae)                              |                               |                                                   | |
|                                                | Американский лебедь           | Cygnus columbianus (Ord, 1815)                    | Залётный, иногда зимующий вид. На территории страны представлен подвидом малый лебедь (Cygnus columbianus bewickii Yarrell, 1830), которого некоторые исследователи всё ещё рассматривают в качестве самостоятельного вида. В таком статусе он включён в Красную книгу Украины. Отдельные особи зимуют на северном побережье Азовского (Молочный лиман, Обиточный залив) и Чёрного морей, в Крыму — в равнинных районах и у Южного берега. Известны залёты в Полтавскую, Волынскую и другие области. |
|                                                | Белоглазый нырок              | Aythya nyroca (Gueldenstadt, 1770)                | Гнездящийся, перелётный, зимующий вид. Гнездится местами на западе и юге страны, но места массового гнездования расположены только в Одесской области: на озёрах Катлабух и Кугурлуй, на Стенцовских плавнях (до одной тысяча пар), на Восточном Сиваше (45—50 пар), на Западной Украине (до 40 пар), в других местах — отдельные пары или группы по 3—5 пар. В Крыму населяет тростниковые заросли северных побережий Крыма (Каркинитский залив, Сиваш), на некоторых водоёмах Керченского полуострова. Места зимовки небольшой части популяции находятся на побережье Чёрного моря. Вид включён в Международный красный список МСОП со статусом , как близкий к уязвимому положению. |
|                                                | Белолобый гусь                | Anser albifrons (Scopoli, 1769)                   | Пролётный, зимующий вид. Во время пролёта встречается на всей территории страны. Зимует на юге степной зоны, в Крыму и вдоль морских побережий. |
|                                                | Белощёкая казарка             | Branta leucopsis (Bechstein, 1803)                | Очень редкий пролётный вид. Всего известно несколько десятков регистраций вида на территории Украины — преимущественно в северных и северо-западных районах страны, очень редко — в Равнинном Крыму. |
|                                                | Белый гусь                    | Anser caerulescens (Linnaeus, 1758)               | Залётный вид. Вид отмечен в северных, центральных и южных регионах страны. |
|                                                | Большой крохаль               | Mergus merganser (Linnaeus, 1758)                 | Гнездящийся, перелётный, зимующий вид. Гнездится в Северо-Западном Полесье, известны единичные случаи гнездования в Закарпатье. Регулярно зимует около морских побережий, иногда — на водоёмах в глубине страны. |
|                                                | Горный гусь                   | Anser indicus (Latham, 1790)                      | Редкий залётный вид; возможно, особи сбежавшие из неволи. Был зарегистрирован в Одесской области. |
|                                                | Гуменник                      | Anser fabalis (Linnaeus, 1758)                    | Пролётный, изредка зимующий вид. Во время миграций встречаются преимущественно в западных и северных областях. Зимует на отдельных участках черноморского побережья, изредка — вдоль западного берега Азовского моря. |
|                                                | Канадская казарка             | Branta canadensis (Linnaeus, 1758)                | Редкий залётный вид. Некоторые авторы считают, что возможно это особи, которые сбежали из неволи. В то же время вид с 1986 года успешно акклиматизирован в Приазовье в Краснодарском крае России. |
|                                                | Каменушка                     | Histrionicus histrionicus (Linnaeus, 1758)        | Редкий залётный вид. Отмечен на Шацких озёрах. Один самец наблюдался на реке Западный Буг в Львовской области. |
|                                                | Клоктун                       | Anas formosa Georgi, 1775                         | Редкий залётный вид, единожды зарегистрированный на Днепре в Кировоградской области. |
|                                                | Короткоклювый гуменник        | Anser brachyrhynchus Baillon, 1834                | Редкий залётный вид на территории Украины. |
|                                                | Краснозобая казарка           | Branta ruficollis (Pallas, 1769)                  | Пролётный, зимующий. Главный пролётный путь проходит вдоль Азово-Черноморского побережья. Часть популяции зимует в дельте Дуная, Черноморском биосферном заповеднике, в Крыму, на Молочном и Утлюцком лиманах. Включён в Международный красный список МСОП со статусом , как вид в уязвимом положении. |
|                                                | Красноносый нырок             | Netta rufina (Pallas, 1773)                       | Гнездящийся, перелётный, зимующий вид. Населяет степную полосу приморских районов Азово-Черноморского региона. Стабильные гнездовые очаги находятся в нижнем течении Дуная, на Сиваше, озёрах Нижнего Днестра. |
|                                                | Красноголовый нырок           | Aythya ferina (Linnaeus, 1758)                    | Гнездящийся, перелётный, зимующий вид. Гнездится на всей территории страны за исключением гор. Населяет Равнинный Крым и Керченский полуостров, восток Южного берега. Регулярно зимует у морского побережья, иногда встречается на водоёмах внутри страны. Включён в Международный красный список МСОП со статусом , как вид в уязвимом положении. |
|                                                | Кряква                        | Anas platyrhynchos Linnaeus, 1758                 | Оседлый, кочевой, перелётный вид. Гнездится на всей территории страны за исключением высокогорий. Зимует на равнинных незамерзающих водоёмах, на морских заливах вдоль побережий. В последние десятилетия многие птицы зимуют на незамерзающих водоёмах в крупных городах и их окрестностях, где возникли оседлые популяции крякв, что связано с подкармливанием людьми и отсутствием естественных врагов. |
|                                                | Лебедь-кликун                 | Cygnus cygnus (Linnaeus, 1758)                    | Гнездящийся, пролётный, зимующий вид. Гнездование на территории Чернобыльской зоны отмечено с 1998 года. Регулярно зимует около морского побережья, в Крыму — на Сиваше и Каркинитском заливе. Иногда птицы встречаются зимой на водоёмах в глубине материковой части страны. |
|                                                | Лебедь-шипун                  | Cygnus olor (Gmelin, 1789)                        | Гнездящийся, перелётный, зимующий вид. Гнездится на всей территории страны за исключением Карпат. В Крыму обитает в равнинной части полуострова, на Сиваше и на Керченском полуострове, редко местами гнездится в предгорьях и на востоке Южного берега. Регулярно зимует на юге и западе Украины, днепровских водохранилищах. Иногда птицы встречаются на незамерзающих водоёмах остальной части страны. |
|                                                | Луток                         | Mergellus albellus (Linnaeus, 1758)               | Пролётный, зимующий вид. Регулярно зимует у морского побережья, на Днепре, Дунае, Северском Донце, иногда — на незамерзающих водоёмах в глубине страны. |
|                                                | Морская чернеть               | Aythya marila (Linnaeus, 1761)                    | Пролётный вид на всей территории. Зимует вдоль морского побережья. Случай гнездования в Хмельницкой области зарегистрирован в 1988 году. |
|                                                | Морянка                       | Clangula hyemalis (Linnaeus, 1758)                | Залётный зимой вид. Встречается преимущественно на западе страны, в приморских районах и по долине Днепра и Северского Донца. Единичные случаи зимовки у Южного берега Крыма. Включён в Международный красный список МСОП со статусом , как вид в уязвимом положении. |
|                                                | Обыкновенная гага             | Somateria mollissima (Linnaeus, 1758)             | Оседлый, кочевой. Гнездится в Черноморском биосферном заповеднике, на островах Ягорлыцкого, Тендровского и Джарылгаческого заливов, на Кинбурнской косе и острове Березань. В указанных районах, а также в прибрежной зоне Одесской области, и очень редко в украинской части дельты Дуная зимует часть популяции. На островах Черноморского биосферного заповедника гнездится 1,2—2 тысячи пар, на Кинбурнской косе — около 100 пар, в других местах — единичные пары. Вид включён в Международный красный список МСОП со статусом , как близкий к уязвимому положению. |
|                                                | Обыкновенный гоголь           | Bucephala clangula (Linnaeus, 1758)               | Гнездящийся, перелётный, зимующий вид. Гнездится группами на севере Ровненской области, на Днепре и Шацких озёрах. Зимует вдоль морского побережья, в Крыму, на Дунае, Днепре, в некоторых районах на западе и востоке страны. |
|                                                | Огарь                         | Tadorna ferruginea (Pallas, 1764)                 | Гнездящаяся, перелётная, зимующая (возможно в Крыму — оседлая) птица. Гнездится на северном побережье Чёрного и Азовского морей, в Крым и в восточной части Луганской области. Залёты зарегистрированы в Западной Украине, средней части бассейна Днепра, на Дунае. Зимует на озерцах биосферного заповедника «Аскания-Нова», иногда на Азовском побережье. Численность около 340—360 пар. В середине XIX веке населял весь Равнинный Крым, местами гнездился в горах. Сейчас крупнейшая гнездовая группировка около 80 пар находится на Керченском полуострове. В малом количестве гнездится в северных районах полуострова, единично — в восточной части предгорий и Южного берега. |
|                                                | Пеганка                       | Tadorna tadorna (Linnaeus, 1758)                  | Гнездящийся, перелётный, зимующий вид, распространённый в приморских районах. Обычный вид на побережьях Равнинного Крыма и Керченского полуострова, местами гнездится в предгорьях и восточной части Южного берега. |
|                                                | Пискулька                     | Anser erythropus (Linnaeus, 1758)                 | Пролётный, зимующий вид. Изредка встречается по всей территории страны во время миграций, регулярно в северо-западном Приазовье и дельте Дуная, где иногда может оставаться и на зимовку. С 1990-х годов регулярно зимует в южной части Сиваша. Включён в Международный красный список МСОП со статусом , как вид в уязвимом положении. |
|                                                | Савка                         | Oxyura leucocephala (Scopoli, 1769)               | Редкий залётный, иногда зимующий вид. Чаще всего встречается в степной зоне: на Сиваше, южной части Запорожской области, реже — в Днепропетровской, Полтавской, Харьковской, Закарпатской и Волынской областях. В первой половине XX века гнездилась в плавнях Днепра (между Запорожьем и Никополем). Единичные особи и небольшие стаи зимуют в Азово-Черноморском регионе. Отдельные пары изредка гнездятся на малых реках Северного Приазовья. Включён в Международный красный список МСОП со статусом , как вид в опасности. |
|                                                | Свиязь                        | Anas penelope Linnaeus, 1758                      | Гнездящийся, перелётный, зимующий вид. Гнездится на северо-востоке страны. Зимует в Северо-Западном Причерноморье, на Сиваше и в Западном Приазовье. |
|                                                | Серая утка                    | Anas strepera Linnaeus, 1758                      | Гнездящийся, перелётный, изредка зимующий вид. Гнездовой ареал мозаичный, охватывает долины Днестра, Днепра, Припяти, дельту Дуная, северное побережье Азовского и Чёрного морей. Резкое сокращение произошло на островах Черноморского заповедника, по берегам большинства лиманов Азово-Черноморского побережья, а также на Полесье. Зимует на юге страны у морского побережья и на Днепре. Распространена в северных районах Крыма (Каркинитский залив, Сиваш) и на некоторых водоёмах Керченского полуострова. |
|                                                | Серый гусь                    | Anser anser (Linnaeus, 1758)                      | Гнездящийся, перелётный, изредка зимующий вид. Гнездится практически на всей территории страны, кроме большей части Западной Украины и Крыма. Во время миграций встречаются на всей территории страны. Зимует на юге Украины. |
|                                                | Синьга                        | Melanitta nigra (Linnaeus, 1758)                  | Редкий залётный зимой вид. Встречается практически на всей территории страны, кроме гор. Чаще — в прибрежной акватории морей. |
|                                                | Средний крохаль               | Mergus serrator Linnaeus, 1758                    | Гнездящийся, перелётный, зимующий вид. Гнездится на островах и косах Чёрного и Азовского морей. В Черноморском биосферном заповеднике в 1970—1980 годах гнездилось до 900 пар, в 2005—2009 годах — не более 15—40 пар. Ещё до 100 пар гнездится вокруг заповедника, 16—46 пар на Лебяжьих островах (Крым), около 70 пар на островах Джарылгачского залива, около 10 — на Обиточной косе. |
|                                                | Турпан                        | Melanitta fusca (Linnaeus, 1758)                  | Залётный вид. Встречается по всей Украине, зимой — в Крыму, на Чёрном море и Днепре. Включён в Международный красный список МСОП со статусом , как вид в уязвимом положении. |
|                                                | Хохлатая чернеть              | Aythya fuligula (Linnaeus, 1758)                  | Гнездящийся, перелётный, зимующий вид. Гнездится главным образом в Полесье. Регулярно зимует около морского побережья в низовьях Днепра, иногда и в других регионах страны. |
|                                                | Чёрная казарка                | Branta bernicla (Linnaeus, 1758)                  | Редкий залётный вид, известный преимущественно в северных и северо-западных районах Украины. |
|                                                | Чирок-свистунок               | Anas crecca Linnaeus, 1758                        | Гнездящийся, перелётный, зимующий вид. Гнездится преимущественно в Полесье. Во время миграций встречаются по всей стране. Регулярно зимует около морского побережья и в Крыму. Иногда во время зимовок птицы встречаются на водоёмах в глубине материковой части страны. |
|                                                | Чирок-трескунок               | Anas querquedula Linnaeus, 1758                   | Гнездящийся, перелётный, иногда зимующий вид. Гнездится по всей Украине за исключением Карпат. В Крыму — на Сиваше и в некоторых местах Керченского полуострова. Иногда птицы зимуют в Северном Причемноморье, но могут встречаться на водоёмах в глубине материковой части страны. |
|                                                | Шилохвость                    | Anas acuta Linnaeus, 1758                         | Гнездящийся, перелётный, зимующий. Гнездится на севере и местами на юге Украины и в Крыму (Сиваш, Каркинитский залив). Зимует у берегов Северо-Западного Причерноморья, на Сиваше, на лиманах Приазовья, изредка зимой держится на водоёмах в глубине материковой части страны. |
|                                                | Широконоска                   | Anas clypeata' Linnaeus, 1758                     | Гнездящийся, перелётный, зимующий вид. Гнездится по всей Украине, кроме Карпат. В середине XIX века также гнездился на севере Крымского полуострова, где в последний раз гнездование отмечено в 1998 году. Зимует у морских побережий и в дельте Дуная. |
| Отряд Курообразные (Galliformes)               |                               |                                                   | |
| Семейство Фазановые (Phasianidae)              |                               |                                                   | |
|                                                | Белая куропатка               | Lagopus lagopus Linnaeus, 1758                    | Редкий залётный вид. До XIX века гнездилась, а теперь залетает в северные районы Сумской, Черниговской области и Житомирской областей. В голоцене проникала в лесостепь, степь, в Карпаты и Крым включительно. |
|                                                | Бородатая куропатка           | Perdix dauurica (Pallas, 1811)                    | Интродуцированный вид. Была предпринята не увенчавшаяся успехом попытка интродукции вида в 1950-м году на территории Киевской области (было выпущено 100 птиц). Небольшие популяции существовали несколько лет, но позже исчезли. В 1959 году также не удачная попытка интродукции была предпринята в Белогорском районе Крыма. |
|                                                | Глухарь                       | Tetrao urogallus Linnaeus, 1758                   | Оседлый вид. Встречается на Полесье и в Карпатах. Численность на Украине за последние десятилетия сильно сократилась и составляет около 3000 особей, включая примерно 300 в Карпатском биосферном заповеднике. |
|                                                | Кеклик                        | Alectoris chukar (Gray, 1830)                     | Интродуцированный, оседлый. Был успешно интродуцирован в Крыму, где обитает в горах от Севастополя до Феодосии. Впервые вид завезли в Крым ещё в начале XIX века, но птицы были полностью уничтожены браконьерами. В 1947 году было выпущено 29 кекликов в районе Алушты, около села Заповедного. В 1948 году было выпущено ещё 188 особей. Последний раз кекликов завезли в 1959—1960 годах и осенью 1961 года и выпустили в Алуштинском, Севастопольском и Зуйском охотничьих хозяйствах. В 1949 году в Херсонской области (Буркуты, около Голой Пристани) было выпущено небольшое количество птиц, но эта попытка интродукции оказалась неудачной. |
|                                                | Перепел обыкновенный          | Coturnix coturnix (Linnaeus, 1758)                | Гнездящийся, перелётный, иногда зимующий вид. Гнездится на всей территории Украины за исключением высокогорий. На зимовке встречается преимущественно на юге страны. |
|                                                | Рябчик                        | Bonasa bonasia (Linnaeus, 1758)                   | Оседлый вид. Обитает в Полесье, Расточье, Карпатах и местами на севере лесостепной полосы. В начале 1970-х годов насчитывалось около 38—42 тысяч, в 2007 году — 22,5 тысяч особей. |
|                                                | Серая куропатка               | Perdix perdix (Linnaeus, 1758)                    | Оседлый вид. Обитает на всей территории за исключением Карпат и Крымских гор. |
|                                                | Тетерев-косач                 | Lyrurus tetrix (Linnaeus, 1758)                   | Оседлый вид. Обитает на Полесье, в Карпатах (включая Расточье), и на севере лесостепной зоны. В начале 1970 годов насчитывалось около 66,6 тысяч птиц, в 2007 году — 13,3 тысяч особей. Наибольшая численность вида в Житомирской области (3400 особей на 2007 год). |
|                                                | Фазан обыкновенный            | Phasianus colchicus Linnaeus, 1758                | Интродуцированный, оседлый вид. Распространён в южных и юго-восточных районах, Крыму, а также в Закарпатье. На остальной территории страны встречается благодаря периодическому искусственному выпуску птиц в дикую природу для охотничьих нужд. |
| Отряд Гагарообразные (Gaviiformes)             |                               |                                                   | |
| Семейство Гагаровые (Gaviidae)                 |                               |                                                   | |
|                                                | Белоклювая гагара             | Gavia adamsii J. E. Gray, 1859                    | Редкий залётный вид. Зарегистрирован в Западной Украине. О редких случаях залёта в западные области (Тернопольская, Львовская, Ивано-Франковская) ещё в своё время писал Валериан Дзедушицкий (1880, 1895). Не отмечался на Украине со второй половины XX века. |
|                                                | Краснозобая гагара            | Gavia stellata (Pontoppidan, 1763)                | Редкий пролётный, зимующий вид. Во время миграции может встречаться на водоёмах по всей Украине. Отдельные птицы периодически зимуют на побережье Чёрного моря, включая прибрежные акватории Крыма. Известны случаи зимних встреч птиц в Закарпатской области. |
|                                                | Полярная гагара               | Gavia immer (Brunnich, 1764)                      | Редкий залётный вид. Известны редкие случаи залёта мигрирующих птиц в западные области Украины (Тернопольская, Львовская, Ивано-Франковская). Не отмечался со второй половины XX века. |
|                                                | Чернозобая гагара             | Gavia arctica (Laurenti, 1568)                    | Пролётный, кочующий, зимующий вид. Встречается по всей Украине, но только во время весенних (меньше) и осенних (больше) миграций. В небольшом количестве птицы зимуют у берегов Чёрного моря и на побережье Азовского моря, а в тёплые зимы на незамерзающих участках в низовьях Днестра, Прута, Серета, Тисы. Иногда одиночные птицы залетают на внутренние водоёмы и горные речки Крыма. Небольшое количество кочующих птиц встречается и летом на заливах Чёрного моря и на водоёмах внутри страны. |
| Отряд Буревестникообразные (Procellariiformes) |                               |                                                   | |
| Семейство Качурки (Hydrobatidae)               |                               |                                                   | |
|                                                | Прямохвостая качурка          | Hydrobates pelagicus (Linnaeus, 1758)             | Редкий залётный вид. Был зарегистрирован на Азовском море. |
| Семейство Буревестниковые (Procellariidae)     |                               |                                                   | |
|                                                | Глупыш                        | Fulmarus glacialis (Linnaeus, 1761)               | Редкий залётный вид, зарегистрированный на Днестре. |
|                                                | Левантский буревестник        | Puffinus yelkouan (Acerbi, 1827)                  | В Чёрном море во время кочёвок доходит до Крыма и Азовского моря, где вид отмечался у берегов Керчи и добыт у Мариуполя. В двух районах Чёрного моря отмечается постоянное скопление: у мысов Чауда и Меганом в 50—60 км от берега, и в северо-западной части Чёрного моря — от мыса Тарханкут до устья Дуная. Во время сезонных миграций регулярно встречается на морском побережье. |
|                                                | Обыкновенный буревестник      | Puffinus puffinus (Brunnich, 1764)                | Кочующая птица на территории Украины, которая встречается в Чёрном и Азовском морях, обычно зимой, но иногда и в конце лета. |
|                                                | Средиземноморский буревестник | Calonectris diomedea (Scopoli, 1769)              | Редкий залётный вид, регистрировавшийся в акватории Чёрного моря. Стаи из приблизительно 90 и 180 птиц наблюдались над морем около Ялты и Алупки (Крым) 10 июля и 12 июля 1998 года. |
| Отряд Поганкообразные (Podicipediformes)       |                               |                                                   | |
| Семейство Поганковые (Podicipedidae)           |                               |                                                   | |
|                                                | Большая поганка               | Podiceps cristatus (Linnaeus, 1758)               | Гнездящийся, перелётный, зимующий вид. Гнездится на всей территории, кроме гор, предпочитая слабопроточные водоёмы. Во время миграций встречается по всей стране. |
|                                                | Красношейная поганка          | Podiceps auritus (Linnaeus, 1758)                 | Перелётный, изредка зимующий вид, допускается возможность гнездования. Во время перелётов встречается на всей территории страны. Иногда зимует у побережья Чёрного и Азовского морей. |
|                                                | Малая поганка                 | Tachybaptus ruficollis (Pallas, 1764)             | Гнездящийся, перелётный, зимующий вид. Гнездится спорадичски на всей территории Украины, кроме гор. Обычна в равнинном Крыму, на Керченском полуострове, в предгорьях и восточной части Южного берега Крыма. Регулярно зимует в отдельных районах на юге Украины и в Закарпатье. На водоёмах остальной территории зимой встречается лишь иногда. На зимовке встречается также на солёных водоёмах, побережьях морей и городских прудах. |
|                                                | Серощёкая поганка             | Podiceps grisegena (Boddaert, 1783)               | Гнездящийся, перелётный, зимующий вид. Гнездится на всей территории страны, кроме гор. Регулярно зимует у Черноморского побережья, а на водоёмах в материковой части страны — лишь изредка. |
|                                                | Черношейная поганка           | Podiceps nigricollis Brehm, 1831                  | Гнездящийся, перелётный, зимующий вид. Гнездится на всей территории Украины, кроме гор и большей части Крыма. На гнездовании в Крыму вид был впервые обнаружен в 1992 году, сейчас обычен на Сиваше и некоторых водоёмах Керченского полуострова. Регулярно зимует на Сиваше, а также на побережьях Чёрного и Азовского морей, иногда в зимой встречается на реках и озёрах на материковой части страны. |
| Отряд Фламингообразные (Phoenicopteriformes)   |                               |                                                   | |
| Семейство Фламинговые (Phoenicopteridae)       |                               |                                                   | |
|                                                | Обыкновенный фламинго         | Phoenicopterus roseus Pallas, 1811                | Редкий залётный, отчасти зимующий в Крыму вид. Известны залёты в Запорожскую, Николаевскую, Одесскую, Киевскую, Черниговскую, Харьковскую области. До середины 1990-х годов все известные факты залётов в Крым были лишь единичными. С 1997 года на солёном озере Аджиголь к востоку от Феодосии имели место несколько случаев длительной (до 2 месяцев) зимовки групп из 3-5 молодых птиц. В Крыму чаще всего регистрируется в северных районах равнинной части полуострова и на Керченском полуострове, очень редко — на Симферопольском водохранилище. В последние годы на юге Украины регулярно встречается во время сезонных миграций, а в 2017 году был отмечен случай гнездования на Центральном Сиваше. В последние годы в Украине начали фиксировать ежегодно залёты фламинго в Одесской области в национальном парке «Тузловские лиманы». |
| Отряд Аистообразные (Ciconiiformes)            |                               |                                                   | |
| Семейство Аистовые (Ciconiidae)                |                               |                                                   | |
|                                                | Белый аист                    | Ciconia ciconia (Linnaeus, 1766)                  | Гнездящийся, перелётный, в отдельных случаях зимующий вид. Гнездится практический на всей территории Украины за исключением высокогорий Карпат, крайних юго-восточных регионов страны. В Крыму случаи гнездования известны с конца XIX века. В последние десятилетия на полуострове вид стал гнездиться регулярно — немногочисленно вдоль побережья восточной части Каркинитского залива и Сиваша; единичные гнездования на западе Керченского полуострова и в восточных предгорьях. Во время миграций встречается по всей стране. |
|                                                | Чёрный аист                   | Ciconia nigra (Linnaeus, 1758)                    | Гнездящийся, перелётный вид. Распространён преимущественно на Полесье, в Карпатах и Прикарпатье, местами — в Лесостепи (Волынская область, Ровненская область, Львовская область, Закарпатская область, Ивано-Франковская область, Черновицкая область, Киевская область, Черниговская область, Сумская область). Несколько гнезд было обнаружено на территории Крымского заповедника в первой половине XX века, некоторые из них были уничтожены. Впоследствии в заповеднике неоднократно наблюдали молодых птиц, что не исключает сохранения одной или нескольких пар в центральной части Горного Крыма до настоящего времени. Во время миграций встречается по всей Украине. Численность достигает 400—450 пар. |
| Отряд Пеликанообразные (Pelecaniformes)        |                               |                                                   | |
| Семейство Ибисовые (Threskiornithidae)         |                               |                                                   | |
|                                                | Каравайка                     | Plegadis falcinellus (Linnaeus, 1766)             | Гнездящийся, перелётный вид. Гнездится на озёрах Кугурлуй, Картал, Китай, острове Малый Татару, в Стенцинско-Жебриянских плавнях, дельтах Днестра и Днепра, верховьях Тилигульского лимана, заводях Ингула, на Лебяжьих островах, Сиваше, в дельте реки Молочной. Крупнейшие колонии находятся в дельте Дуная и на Сиваше. |
|                                                | Обыкновенная колпица          | Platalea leucorodia Linnaeus, 1758                | Гнездящийся, перелётный вид. Гнездится вдоль Черноморского побережья; залётный вид в Кировоградской, Днепропетровской, Черкасской, Львовской и других областях. На территории страны гнездится 200—250 пар. Основная часть популяции — в низовьях Дуная, на Восточном Сиваше, Лебяжьих островах в Крыму. В Крыму также обитает на Сиваше и Каркинитском заливе. |
| Семейство Цаплевые (Ardeidae)                  |                               |                                                   | |
|                                                | Белая большая цапля           | Ardea alba Linnaeus, 1758                         | Гнездящийся, перелётный, зимующий вид. Гнездится практически на всей территории за исключением Карпат, Закарпатья, большей части Полесья. В Крыму обитает на равнинной части полуострова — на Сиваше, в Каркинитском заливе (Лебяжьи острова), местами на Керченском полуострове. Зимует в Придунайском регионе и некоторых частях Крыма. |
|                                                | Белая малая цапля             | Egretta garzetta (Linnaeus, 1766)                 | Гнездящийся, перелётный, зимующий вид. Гнездится в бассейнах Днестра, Днепра, Северского Донца, а также около морского побережья Чёрного и Азовского морей. В Крыму гнездится с 1961 года — Сиваш, Каркинитский полуостров, известны колонии на Перекопском перешейке. Зимует в Придунайском регионе и на Каркинитском полуострове. |
|                                                | Выпь большая                  | Botaurus stellaris (Linnaeus, 1758)               | Гнездящийся, перелётный и зимующий вид. Гнездится на всей территории Украины за исключением гор. Зимует на юге страны и в Крыму. Порой на зимовках может встречаться на водоёмах на остальной части страны. |
|                                                | Выпь малая                    | Ixobrychus minutus Pallas, 1811                   | Гнездящийся, перелётный вид. Гнездится на всей Украине за исключением гор и степной зоны. По долинам рек может подниматься в горы. Во время миграций встречается на всей территории страны. |
|                                                | Египетская цапля              | Bubulcus ibis (Linnaeus, 1758)                    | Редкий залётный вид. Всего известно около десяти встреч с птицами на юге страны (Одесская, Николаевская, Херсонская, Запорожская области). |
|                                                | Жёлтая цапля                  | Ardeola ralloides (Linnaeus, 1758)                | Гнездящийся, перелётный вид. Населяет плавни крупных рек. Гнездится в низовьях Дуная, Днестра и Днепра, в Крыму (Лебяжьи острова, Восточный Сиваш), на юге Запорожской области (пойма реки Молочной) и в других местах юга Украины. Во время миграций встречается почти на всех водоёмах юга страны. Крупнейшие колонии располагаются в плавнях Дуная, Днестра, Днепра и на Восточном Сиваше, в других местах юга Украины гнездятся отдельные пары и группы из 5-12 пар. С 1972 года гнездится в Равнинном Крыму — прибрежных районах Каркинитского залива (Лебяжьи острова), возможно на Керченском полуострове |
|                                                | Кваква обыкновенная           | Nycticorax nycticorax (Linnaeus, 1758)            | Гнездящийся, перелётный и зимующий вид. Гнездится на всей территории Украины за исключением гор. Зимует в низовьях Дуная и Днестра. На гнездовании в Крыму отмечена с 1980 года — обитает на Равнинном Крыму, Керченском полуострове (побережье Казантипского залива). |
|                                                | Рыжая цапля                   | Ardea purpurea Linnaeus, 1766                     | Гнездящийся, перелётный. Гнездится в степной и лесостепной зонах. В Крыму обитает на Сиваше, прибрежных районах Каркинитского залива, на некоторых внутренних водоёмах Западного Крыма и Керченского полуострова. |
|                                                | Серая цапля                   | Ardea cinerea Linnaeus, 1758                      | Гнездящийся, перелётный, зимующий вид. Гнездится практически на всей территории Украины, за исключением Карпат. В Крыму гнездование установлено с 1940-х годов. Обычна на Равнинном Крыму, Сиваше, прибрежных районах Каркинитского залива, в небольшом количестве — на водоёмах Керченского полуострова. Зимует на Закарпатской равнине, в Придунайском регионе и на юге Крыма. Иногда встречается во время зимовки на прочих участках морского побережья и на водоёмах в глубине материковой части страны |
| Семейство Пеликановые (Pelecanidae)            |                               |                                                   | |
|                                                | Кудрявый пеликан              | Pelecanus crispus Bruch, 1832                     | Гнездящийся, перелётный, иногда летующий вид. Встречается в Придунайском и приморских регионах. Иногда гнездится на придунайских озёрах Кугурлуй и Картал, в 2000 году была попытка (неудачная) размножения в Дунайском биосферном заповеднике. В 2009 году начал гнездиться на Азовском побережье (Кривая Коса, Донецкая область). В Крыму это кочующая и крайне редкая зимующая птица — держится у северных берегов полуострова, в Каркинитском заливе. Вид включён в Международный красный список МСОП со статусом , как уязвимый вид. |
|                                                | Розовый пеликан               | Pelecanus onocrotalus Linnaeus, 1758              | Гнездящаяся, перелётная, кочующая. В первой половине XX века небольшие колонии существовали в низовьях рек, впадающих в Чёрное и Азовское моря. После Второй мировой войны гнездований на территории Украины не наблюдалось, но начиная с 2000 года одиночные гнёзда время от времени отмечаются в Дунайском биосферном заповеднике в украинской части дельты Дуная. Впервые загнездился в Крыму в 1999 году на Лебяжьих островах. Является кочующей птицей в Крыму, где особенно многочисленным бывает в летнее время — скопления в Каркинитском заливе и на Сиваше насчитывают тысячи птиц. Во время миграции и летом встречается в дельте Дуная и на придунайских водоёмах, на лиманах в междуречье Днестра и Днепра, в районе Черноморского биосферного заповедника, у берегов Крымского полуострова, местами на азовском побережье. |
| Отряд Олушеобразные (Suliformes)               |                               |                                                   | |
| Семейство Баклановые (Phalacrocoracidae)       |                               |                                                   | |
|                                                | Большой баклан                | Phalacrocorax carbo (Linnaeus, 1758)              | Гнездящийся оседлый, зимующий и пролётный вид. Гнездится на морском побережье, на Дунае, Днепре, а также в отдельных регионах Западной Украины. В Крыму гнездится на Сиваше, Лебяжьих островах и Керченском полуострове, на севере которого находится крупнейшая колония вида на территории Европы — 14 тысяч пар. В последние десятилетия отмечается рост численности в Северном Причерноморье. Во время миграций встречается на большей части материковой Украины. Зимует на морском побережье Чёрного и Азовского морей, в низовьях Днепра и Дуная. |
|                                                | Малый баклан                  | Microcarbo pygmeus (Pallas, 1773)                 | Гнездящийся, перелётный, зимующий вид. Гнездится на Азово-Черноморском побережье, преимущественно в устьях крупных рек: Дуная, Днестра, Днепра и на Восточном Сиваше, небольшие поселения есть в других местах на юге Украины. В западной Украине встречается во время пролётов. Изредка встречаются на севере, в частности в Киевской области, и на Закарпатье. Обитает преимущественно в Придунавье, где насчитывается до 2 тысяч гнездящихся пар. |
|                                                | Хохлатый баклан               | Phalacrocorax aristotelis (Linnaeus, 1761)        | Оседлая, кочевая. На Украине редкая гнездящаяся птица на морском побережье Крыма (Тарханкутский полуостров, Южный берег, юг Керченского полуострова). Гнездится около 850—900 пар. |
| Отряд Ястребообразные (Accipitriformes)        |                               |                                                   | |
| Семейство Скопиные (Pandionidae)               |                               |                                                   | |
|                                                | Скопа                         | Pandion haliaetus Linnaeus, 1758                  | Гнездящийся, перелётный. Вся территория страны входит в гнездовой ареал. При миграциях встречается на всей территории Украины. Современная численность составляет не более 1—2 пар. В 1980—1990 годах было известно два гнезда в пойме Десны (Черниговская, Сумская область) и одно на Корнинском водохранилище (Житомирская область). Также пребывание вида известно в пойме реки Тетерев (Житомирская область) и Ровенском природном заповеднике. На конец 2000-х годов было известно два места гнездования в Волынской области: Черемской природный заповедник (с 2006 года) и Национальный парк «Припять-Стоход» (с 2008 года). |
| Семейство Ястребиные (Accipitridae)            |                               |                                                   | |
|                                                | Белоголовый сип               | Gyps fulvus Hablizl, 1783                         | Оседлый, изредка кочевой вид. Гнездится в Крыму: в горной части и на Южном берегу полуострова от окрестностей села Соколиное на западе до села Зеленогорье на востоке;, на территории Крымского заповедно-охотничьего хозяйства, в скалистых обрывах Бабуган-яйлы. Численность в Крыму составляет около 150 особей, из которых гнездится до 25 пар. |
|                                                | Беркут                        | Aquila chrysaetos (Linnaeus, 1758)                | Оседлый, перелётный, зимующий вид. На Украине очень редкий вид, гнездится только в высокогорных участках Карпат (Львовская, Ивано-Франковская, Черновицкая, Закарпатская области). Известны только единичные случаи гнездования, последние относятся к 1990-м годам. На конец 2000-х годов карпатскую популяцию оценивали в 10—15 пар. |
|                                                | Большой подорлик              | Clanga clanga (Pallas, 1811)                      | Гнездящаяся, перелётная, изредка зимующая птица. С середины XX века ареал уменьшился, отступил на север. Современный ареал охватывает северо-западные, северные и, возможно, северо-восточные области. Гнездование известно только для севера Ровенской области, возможно также на севере Волынской, Житомирской и Сумской областей. В зимний период изредка встречается в Азово-Черноморском регионе и в Закарпатье. Современная численность составляет 10—20 пар. Включён в Международный красный список МСОП со статусом , как вид в уязвимом положении. |
|                                                | Бородач                       | Gypaetus barbatus (Linnaeus, 1758)                | Редкий залётный вид, приводившийся для Карпат по старым литературным данным в промежутке до 1950 года. Вид включён в Международный красный список МСОП со статусом , как близкий к уязвимому положению. |
|                                                | Болотный лунь                 | Circus aeruginosus (Linnaeus, 1758)               | Гнездящаяся, перелётная, изредка зимующая птица. Гнездится по всей Украине за исключением Карпат и Крымских гор. Иногда зимует на юге страны |
|                                                | Зимняк                        | Buteo lagopus Pontoppidan, 1763                   | Пролётный, зимующий вид, встречающийся на всей территории Украины. |
|                                                | Змееяд                        | Circaetus gallicus (Gmelin, 1788)                 | Гнездящийся, перелётный вид. Гнездится преимущественно на Полесье и в лесостепной зоне; встречается в Украинских Карпатах и Крымских горах (до верхней границы лесного пояса). В большинстве областей редкий (местами очень редкий) вид. Численность украинской популяции начала уменьшаться в середине XX века. На 2004 году она оценивалась в 250—300 пар. |
|                                                | Европейский тювик             | Accipiter brevipes (Severtsov, 1850)              | Гнездящийся, перелётный вид. Гнездится исключительно в Луганской области (долина Северского Донца и низовья его притока — реки Деркул). В течение XX века численность сокращалась, стабилизировалась в 1980—1990-х годах на уровне 40—50 пар. Наблюдается общее многолетнее сокращение ареала вида. |
|                                                | Каменный орёл                 | Aquila rapax (Temminck, 1828)                     | Залётный. Ещё в конце XIX века была не только обычной, но даже фоновой птицей многих степей, но впоследствии вид почти полностью исчез с территории Украины. Последний случай гнездования был зафиксирован в 1980-е годы в заповеднике «Аскания-Нова». В настоящее время является залётным видом в степной зоне. |
|                                                | Канюк обыкновенный            | Buteo buteo (Linnaeus, 1758)                      | Гнездящийся, перелётный, зимующий вид. Гнездится практически по всей стране за исключением юга степной зоны. |
|                                                | Красный коршун                | Milvus milvus Linnaeus, 1758                      | Залетный. На Украине в прошлом гнездился в незначительном количестве в Закарпатской, Львовской, Волынской, Ровненской, Житомирской, Киевской, Черкасской и Черниговской областях. Последние достоверные случаи гнездования относятся к 1950-м годам. Сейчас гнездование мало вероятно. Вид включён в Международный красный список МСОП со статусом , как близкий к уязвимому положению. |
|                                                | Курганник                     | Buteo rufinus (Cretzschmar, 1827)                 | Гнездящаяся, перелётная, зимующая птица. Вид гнездится в лесостепной, степной полосах, в долине среднего течения Днепра, в горном Крыму. Отдельные пары гнездятся в лесной полосе. На Украине к середине XX века численность значительно сократилась, вид считали исчезнувшим. С 1980—1990-х годов началось увеличение численности. Сейчас гнездится более 250 пар. |
|                                                | Луговой лунь                  | Circus pygargus (Linnaeus, 1758)                  | Гнездящийся, перелётный вид. Гнездового ареала включает почти всю территория Украины кроме Карпат, приморских районов юга и Крымских гор. В Полесье и лесостепной полосе численность выше, чем в степной зоне. На территории Украины гнездится примерно 2-3 тысячи пар. |
|                                                | Малый подорлик                | Aquila pomarina (Brehm, 1831)                     | Гнездящийся, перелётный. Распространён на всей правобережной части (кроме южных степей), в северной, северо-восточной и центральной частях Левобережья. В настоящее время численность на Украине составляет 500—100 пар, возможно 1,2—1,5 тысячи особей. |
|                                                | Могильник                     | Aquila heliaca Savigny, 1809                      | Гнездящийся, перелётный, зимующий вид. Обитает в пределах лесостепной, отдельных лесных массивах и лесополосах степной зоны, в Крымских горах. Гнездится около 100 пар, главным образом на востоке страны (бассейн Северского Донца) и в Крыму. В последние годы наметилась тенденция к увеличению численности в степной полосе. Включён в Международный красный список МСОП со статусом , как вид в уязвимом положении. |
|                                                | Обыкновенный осоед            | Pernis apivorus (Linnaeus, 1758)                  | Гнездящийся, перелётный вид. Гнездится в лесной и лесостепной зонах, а также частично в степи и горном Крыму, возможно на Керченском полуострове. |
|                                                | Орёл-карлик                   | Hieraaetus pennatus (Gmelin, 1788)                | Гнездящийся, перелётный вид. Гнездится главным образом в лесостепной зоне, в степной — в долинах рек и оврагах; в Крыму бывает во время весенней и осенней миграции. Основная популяция сосредоточена на севере Одесской области, в Кировоградской области и на востоке Украины. Численность на Украине в середине XX века заметно уменьшилась, в конце 1980—1990-х годов составляла 450—500 пар. В последнее десятилетие наблюдается стабилизация численности. |
|                                                | Орлан-белохвост               | Haliaeetus albicilla (Linnaeus, 1758)             | Оседлый, кочевой, перелётный. Гнездится вдоль Днепра и его главных притоков, на Северском Донце, Дунае, а также вблизи крупных прудов в других регионах. Во время перелётов встречается по всей Украине. На зимовке часто концентрируется на незамерзающих участках крупных рек, других водоёмов, у плотин — преимущественно в долине Днепра, Северского Донца, в Северо-Западном Причерноморье, на Сиваше и спорадически в других регионах. Редко — в окрестностях крупных водоёмов. В прошлом — в Крыму гнездилось 5−6 пар. На Украине на протяжении XIX — первой половины XX века численность катастрофически сокращалась. Её восстановление началось со второй половины 1970-х годов. По состоянию на 2009 год гнездится 100—120 пар. Ежегодно зимует 260—370 особей. |
|                                                | Орлан-долгохвост              | Haliaeetus leucoryphus (Pallas, 1771)             | Редкий залётный вид, известный на территории Украины по единичным залётам в степную зону. Включён в Международный красный список МСОП со статусом , как вид в уязвимом положении. |
|                                                | Перепелятник                  | Accipiter nisus (Linnaeus, 1758)                  | Гнездящийся, перелётный, зимующий вид. Гнездится в лесной и лесостепной зонах, на востоке степной зоны и в Крымских горах. На миграциях встречается по всей Украине. |
|                                                | Полевой лунь                  | Circus cyaneus (Linnaeus, 1766)                   | Гнездящийся, перелётный, зимующий вид. Современный гнездовой ареал включает некоторые северные районы Полесья и, возможно, часть Западной Украины. Зимует на всей территории страны, преимущественно в степной и лесостепной зонах. Гнездовая популяция на Украине насчитывает не более 10—20 пар. По другой информации, последние достоверные случаи гнездования относятся к середине XX столетия. |
|                                                | Степной лунь                  | Circus macrourus (Linnaeus, 1766)                 | Пролётный, изредка зимующий, иногда гнездящийся вид. На Украине ещё в середине XX века был довольно обычным видом практически на всей степной и отчасти лесостепной зоне, но потом гнездования исчезли. В Крыму перестал гнездиться после 1943 года. Последний случай гнездования на Украине отмечен в 1988 году в Сумской области. Сейчас очень редко встречается во время перелётов. Вид включён в Международный красный список МСОП со статусом , как близкий к уязвимому положению. |
|                                                | Степной орёл                  | Aquila nipalensis Hodgson, 1833                   | Редкий пролётный, иногда зимующий вид. В конце XIX века была обычной, даже фоновой птицей многих степей, но впоследствии почти полностью исчезла с территории страны. Последний случай гнездования отмечен в 1981 году в заповеднике «Аскания-Нова». В настоящее время является залётной птицей в степной зоне. На территории страны известны только единичные встречи степного орла на пролёте. Включён в Международный красный список МСОП со статусом , как вид в опасности. |
|                                                | Стервятник                    | Neophron percnopterus (Linnaeus, 1758)            | Редкий залётный вид. Распространён в южных странах Европы, Азии, в Северной Африке (преимущественно горные цепи, высокие береговые обрывы). Несколько десятков лет назад, одиночными парами гнездились в скалистых обрывах по берегам Днестра на Закарпатье и в горах Крыма. Последние наблюдения вероятно гнездящихся пар в Крыму сделаны орнитологом в конце 1950-х годов в северных предгорьях (Бахчисарайский и Белогорский районы). Включён в Международный красный список МСОП со статусом , как вид в опасности. |
|                                                | Тетеревятник                  | Accipiter gentilis (Linnaeus, 1758)               | Оседлый, кочевой, перелётный вид. Гнездится на всей территории Украины. В Крыму населяет только горную часть полуострова. |
|                                                | Туркестанский тювик           | Accipiter badius (Gmelin, 1788)                   | Редкий залётный вид. В феврале 1990 года одна птица наблюдалась в районе Солёноозёрного участка Черноморского заповедника |
|                                                | Чёрный гриф                   | Aegypius monachus (Linnaeus, 1766)                | Оседлый вид. Гнездится в Крыму одиночными парами. Известны два района гнездования в горной части полуострова — в Крымском заповеднике и на юго-восточных склонах горного массива Демерджи. Крымская популяция не превышает 60 особей, из которых ежегодно гнездится 5-11 пар. Вид включён в Международный красный список МСОП со статусом , как близкий к уязвимому положению. |
|                                                | Чёрный коршун                 | Milvus migrans (Boddaert, 1783)                   | Гнездящаяся, перелётная, изредка зимующая птица. Гнездится практически на всей территории, за исключением большей части степной зоны, Крыма и высокогорных районов Карпат. В стране гнездится около 2 тысяч особей. С 1980-х годов численность популяции сократилась. Регулярно зимует в Крыму. |
| Отряд Дрофообразные (Otidiformes)              |                               |                                                   | |
| Дрофиные (Otididae)                            |                               |                                                   | |
|                                                | Вихляй                        | Chlamydotis undulata (Jacquin, 1784)              | Редкий залётный вид, приводившийся для степной зоны Украины по старым литературным данным до 1950 года. Включён в Международный красный список МСОП со статусом , как вид в уязвимом положении. |
|                                                | Дрофа                         | Otis tarda (Linnaeus, 1758)                       | Оседлый, кочевой, перелётный вид. Ещё в конце XIX — начале XX века был широко распространён в полосе степей и лесостепей. Сейчас сохранилось несколько изолированных участков, где дрофы размножаются регулярно: степи Северного Причерноморья (в степной части Левобережья), степной Крым. Зимует в сухостепной зоне Левобережья, Восточном Полесье. Зимние скопления — в Херсонской и Запорожской областях, Керченском полуострове. Численность в гнездовой период составляет до 850 особей, зимой — до 12,4 тысяч особей. Включён в Международный красный список МСОП со статусом , как вид в уязвимом положении. |
|                                                | Стрепет                       | Tetrax tetrax (Linnaeus, 1758)                    | Оседлый, кочевой, перелётный вид. Обитает на Керченском полуострове (Крым). До 60-х годов XIX века был обычной гнездящейся птицей Равнинного Крыма. В настоящее время в небольшом количестве (около 30 пар) гнездится только на Керченском полуострове. Мигрирует и зимует в Присивашье, степной зоне Крыма, северо-западном Приазовье. Численность в гнездовой период около 30—50 особей, зимой — до 70—80 особей. Вид включён в Международный красный список МСОП со статусом , как близкий к уязвимому положению. |
| Отряд Журавлеобразные (Gruiformes)             |                               |                                                   | |
| Семейство Пастушковые (Rallidae)               |                               |                                                   | |
|                                                | Водяной пастушок              | Rallus aquaticus Linnaeus, 1758                   | Гнездящаяся, перелётная, изредка зимующая птица. Гнездится на всей территории страны за исключением гор. Регулярно зимует в некоторых районах на юге, иногда на водоёмах остальной части страны. В Крыму гнездовании впервые обнаружен в 1970 году — на озере Донузлав. Распространён в Равнинном Крыму, на Керченском полуострове, вероятно в предгорьях. |
|                                                | Камышница                     | Gallinula chloropus (Linnaeus, 1758)              | Гнездящийся, перелётный, зимующий вид. Гнездится на всей территории страны кроме Карпат. Зимует на юге страны и в Закарпатье; иногда зимой встречается на водоёмах в глубине страны. |
|                                                | Коростель                     | Crex crex (Linnaeus, 1758)                        | Гнездящийся, перелётный вид. Гнездится на всей Украине кроме территории высокогорий и некоторых приморских районов в степной зоне страны. |
|                                                | Лысуха                        | Fulica atra Linnaeus, 1758                        | Гнездящийся, перелётный, зимующий вид. Гнездится на всей территории страны кроме Карпат. Регулярно зимует на юге Украины, в Крыму и Закарпатье; редко зимой встречается на водоёмах остальной части страны. |
|                                                | Малый погоныш                 | Porzana parva (Scopoli, 1769)                     | Гнездящийся, перелётный вид. Гнездится на всей территории Украины за исключением гор. |
|                                                | Погоныш                       | Porzana porzana (Linnaeus, 1766)                  | Гнездящийся, перелётный вид. Гнездится на всей территории страны кроме высокогорий. |
|                                                | Погоныш-крошка                | Porzana pusilla (Pallas, 1776)                    | Залётный, возможно гнездящийся вид. Встречается преимущественно на Закарпатской равнине. Очень редко на пролётах (в апреле и сентябре — октябре) встречается в Крыму, где не исключено гнездование вида. |
|                                                | Султанка                      | Porphyrio porphyrio (Linnaeus, 1758)              | Редкий залётный вид на юге страны. Наблюдался в плавнях дельты Днепра и Днестровского лимана, на Сиваше. В 1971 году 3 самца были добыты на озёрах Кицманского района (равнинная часть Черновицкой области). |
| Семейство Журавлиные (Gruidae)                 |                               |                                                   | |
|                                                | Журавль-красавка              | Grus virgo (Linnaeus, 1758)                       | Гнездящийся, перелётный вид. Гнездится на юге и юго-востоке степной зоны: в Херсонской, Днепропетровской, Донецкой, Запорожской областях и степной зоне Крыма. Численность на Украине в гнездовой период 600—700 особей (200—250 гнездящихся пар), в предмиграционный период до 1 тысячи особей. |
|                                                | Серый журавль                 | Grus grus (Linnaeus, 1758)                        | Гнездящаяся, перелётная, изредка зимующая птица. На территории Украины гнездится в лесной и лесостепной зонах: на Полесье, иногда в заболоченных долинах рек Левобережной лесостепи. Во время сезонных миграций встречается по всей территории, концентрируется в Присивашье. Гнездится от 500—600 до 700—850 пар. |
|                                                | Стерх                         | Grus leucogeranus Pallas, 1773                    | Редкий залётный вид. Известны встречи с птицы в Центральной и Восточной Украине, в Крыму. Включён в Международный красный список МСОП со статусом , как вид на грани исчезновения. |
| Отряд Ржанкообразные (Charadriiformes)         |                               |                                                   | |
| Семейство Авдотки (Burhinidae)                 |                               |                                                   | |
|                                                | Авдотка                       | Burhinus oedicnemus (Linnaeus, 1758)              | Гнездящийся, перелётный вид. Гнездится, вероятно, на большей части территории, достоверно — в сухостепной зоне и Крыму, а на севере и в центре страны — вдоль больших рек, включая Днепр. |
| Семейство Кулики-сороки (Haematopodidae)       |                               |                                                   | |
|                                                | Кулик-сорока                  | Haematopus ostralegus (Linnaeus, 1758)            | Гнездящийся, перелётный вид. На Украине представлен подвидом Haematopus ostralegus longipes Buturlin, 1910), обитающим в Азово-Черноморском регионе вдоль морского побережья от Дуная до восточных границ страны, а также по берегам и на островах Днепра, Северского Донца, Десны. Численность около 400 пар. Основные гнездования расположены в Присивашье, менее значительные — на юге Запорожской и Донецкой областей и на западе Керченского полуострова. В Крыму распространён по северным побережьям Каркинитского залива, на Сиваше и на водоёмах Керченского полуострова. |
| Семейство Шилоклювковые (Recurvirostridae)     |                               |                                                   | |
|                                                | Ходулочник                    | Himantopus himantopus (Linnaeus, 1758)            | Гнездящаяся, перелётная птица. Гнездится около Чёрного и Азовского морей: в дельтах рек и на лиманах. Мозаичные поселения в Волынской, Харьковской, Донецкой, Луганской областях. Обычен в Равнинном Крыму и на Керченском полуострове, известна колония на востоке Южного берега — в окрестностях Коктебеля. Залётных птиц отмечали в Полтавской, Черкасской, Киевской и других областях. На Украине гнездится около 8,5—10 тысяч особей. |
|                                                | Шилоклювка                    | Recurvirostra avosetta Linnaeus, 1758             | Гнездящаяся, перелётная, иногда зимующая птица. Обычная птица побережья Чёрного и Азовского морей: от Дуная до Восточного Приазовья. Гнездится 5—7 тысяч пар. |
| Семейство Ржанковые (Charadriidae)             |                               |                                                   | |
|                                                | Бурокрылая ржанка             | Pluvialis fulva (Gmelin, 1789)                    | Редкий залётный вид. Встречается в приморских районах на морских побережьях. |
|                                                | Галстучник                    | Charadrius hiaticula Linnaeus, 1758               | Гнездящаяся, перелётная птица. Гнездится на границе с Беларусью. На гнездовании обнаружена с 1995 года. Численность составляет 9—14 пар. Во время миграций встречаются по всей стране, более многочисленна вдоль крупных рек и морского побережья. На севере страны — немногочисленная перелётная птица. |
|                                                | Золотистая ржанка             | Pluvialis apricaria (Linnaeus, 1758)              | Пролётный вид, встречающийся во время пролётов на территории всей страны, больше всего — в южной приморской полосе. |
|                                                | Каспийский зуёк               | Charadrius asiaticus (Pallas, 1773)               | Редкий залётный вид, отмеченный около Одессы и приводившийся для Украины по старым литературным данным до 1950 года. |
|                                                | Кречётка                      | Vanellus gregarius (Pallas, 1771)                 | Редкий залётный вид, встречающийся степной зоне. Ещё в середине XIX века вид иногда гнездился на территории Украины: в Донецкой и Полтавской областях, а к середине XX века часто встречался на перелётах в южных регионах. Включён в Международный красный список МСОП со статусом , как вид на грани исчезновения. |
|                                                | Малый зуёк                    | Charadrius dubius Scopoli, 1786                   | Гнездящийся, перелётный вид. Гнездится на всей территории кроме высокогорий. |
|                                                | Морской зуёк                  | Charadrius alexandrinus Linnaeus, 1758            | Гнездящаяся, перелётная птица. Гнездится на прибрежных участках и островах Чёрного и Азовского морей, на Сиваше и в Днепропетровской области. Во время кочёвок и миграций наблюдается и в других частях страны. Численность составляет 1750—2150 пар. |
|                                                | Пигалица белохвостая          | Vanellus leucurus (Lichtenstein, 1823)            | Залётный, зимующий, иногда гнездящийся вид. Встречается в степной зоне. Отмечена периодическая зимовка вида в Крыму. Впервые два гнезда со свежими кладками были найдены в устье реки Салгир в Крыму 16 мая 1997 года. В последующие годы гнездовые пары были отмечены в нескольких местах Херсонской области. |
|                                                | Толстоклювый зуёк             | Charadrius leschenaultii (Lesson, 1826)           | Редкий залётный вид. Наблюдался около Днестровского лимана а также на Керченском перешейке. В июне 2016 года птиц наблюдали в низовьях Тилигульского лимана возле села Кошары Коминтерновского района Одесской области. |
|                                                | Тулес                         | Pluvialis squatarola (Linnaeus, 1758)             | Пролётный, иногда зимующий вид. Зимует в Придунайском регионе. Во время миграций и зимовок обычен у морских побережий и на крупных водоёмах северных районов Крыма и Керченского полуострова, значительно реже встречается на Южном берегу. |
|                                                | Хрустан                       | Charadrius morinellus Linnaeus, 1758              | Пролётный, зимующий вид. На Украине во время миграций встречается преимущественно в районах степной зоны. В Крыму — отчасти зимует и держится в прибрежных зонах, степи и на полях Равнинного Крыма и Керченского полуострова; во время миграций птицы пересекают Крымские горы. |
|                                                | Чибис                         | Vanellus vanellus (Linnaeus, 1758)                | Гнездящийся, перелётный, иногда зимующий вид. Гнездится на всей территории на влажных лугах, недалеко от рек и стоячих водоёмов. Избегает только горных районов Карпат, где он никогда не гнездится. Иногда зимует на юге страны. Вид включён в Международный красный список МСОП со статусом , как близкий к уязвимому положению. |
|                                                | Шпорцевый чибис               | Vanellus spinosus (Linnaeus, 1758)                | Редкий залётный вид, зарегистрированный около Одессы и приводившийся для Украины по старым литературным данным до 1950 года. |
| Семейство Бекасовые (Scolopacidae)             |                               |                                                   | |
|                                                | Бекас                         | Gallinago gallinago (Linnaeus, 1758)              | Гнездящийся, перелётный, иногда зимующий вид. Гнездится в лесной и лесостепной зонах страны, а также на севере степной зоны. Иногда зимует на юго-западе Украины и Сиваше. |
|                                                | Белохвостый песочник          | Calidris temminckii (Leisler, 1812)               | Пролётный вид. Встречается у водоёмов по всей стране. |
|                                                | Большой веретенник            | Limosa limosa (Linnaeus, 1758)                    | Гнездящийся, перелётный вид. Гнездится в лесной, лесостепной и частично степной зоне. Во время миграций встречается по всей стране. Вид включён в Международный красный список МСОП со статусом , как близкий к уязвимому положению. |
|                                                | Большой кроншнеп              | Numenius arquata (Linnaeus, 1758)                 | Гнездящаяся, перелётная, зимующая птица. Крупнейшие гнездовые поселения — на Полесье. В небольшом количестве гнездится на побережье Чёрного и Азовского морей. Во время миграций встречается по всей стране, в зимний период — на Азово-Черноморском побережье. Гнездовая популяция не превышает 100 пар. Вид включён в Международный красный список МСОП со статусом , как близкий к уязвимому положению. |
|                                                | Большой улит                  | Tringa nebularia (Gunnerus, 1767)                 | Пролётный вид. Встречается на всей территории, но преимущественно у морских побережий, в том числе на Тилигульском лимане (Одесская и Николаевская области). |
|                                                | Вальдшнеп                     | Scolopax rusticola Linnaeus, 1758                 | Гнездящаяся, перелётная, зимующая птица. Гнездится в Полесье, Лесостепи, в некоторых районах степной зоны и Крымских горах. Регулярно зимует в горном Крыму, реже — в Дунайских плавнях. |
|                                                | Гаршнеп                       | Lymnocryptes minimus (Brunnich, 1764)             | Пролётный, иногда зимующий вид. На Украине мигрирует на всей территории, иногда встречается зимой на юге страны у незамерзающих водоёмов. |
|                                                | Грязовик                      | Limicola falcinellus (Pontoppidan, 1763)          | Пролётный вид. Является постоянной, но немногочисленной осенней пролётной птицей на Днепре и морском побережье. В этих местах отдельные особи изредка встречаются и летом как кочующие птицы. Во время весеннего перелёта иногда вид и в некоторых районах юга Украины. |
|                                                | Дупель                        | Gallinago media (Latham, 1787)                    | Гнездящийся, перелётный вид. Почти вся популяция сконцентрирована в Полесье в долинах Днепра, Десны и Припяти. Достоверно гнездится в Киевской, Черниговской, Сумской, Житомирской, Волынской и Ровненской областях. Численность составляет 500—700 пар. Вид включён в Международный красный список МСОП со статусом , как близкий к уязвимому положению. |
|                                                | Желтозобик                    | Tryngites subruficollis (Linnaeus, 1758)          | Редкий залётный вид, который может встречаться по берегам водоёмов в южных областях. Молодая самка была добыта в Крыму 28 сентября 1973 года, держалась в стае турухтанов. Вид включён в Международный красный список МСОП со статусом , как близкий к уязвимому положению. |
|                                                | Исландский песочник           | Calidris canutus (Linnaeus, 1758)                 | Пролётный вид. Встречается во время осенних перелётов на морских побережьях и прибрежных биотопах в глубине суши (Черноморский заповедник, окрестности Киева, река Самара (приток Днепра) в Днепропетровской области). |
|                                                | Камнешарка                    | Arenaria interpres (Linnaeus, 1758)               | Пролётный вид. На Украине встречается во время весеннего пролёта почти исключительно на морском побережье, а осенью — в очень незначительном количестве и не каждый год встречаются также на Днепре. Отдельные группы птиц иногда кочуют летом на побережье Чёрного моря. |
|                                                | Краснозобик                   | Calidris ferruginea (Pontoppidan 1763)            | Пролётный вид. Встречается на всей территории Украины, по берегам водоёмов и на мелководье. Вид включён в Международный красный список МСОП со статусом , как близкий к уязвимому положению. |
|                                                | Круглоносый плавунчик         | Phalaropus lobatus (Linnaeus, 1758)               | Пролётный вид. Является немногочисленным во время осеннего пролёта и в большинстве районов очень редким при весеннем пролёте. В наибольшем количестве встречается во время пролётов на морском побережье. |
|                                                | Кулик-воробей                 | Calidris minuta (Leisler, 1812)                   | Пролётный вид. Встречается по берегам различных водоёмов на всей территории Украины. |
|                                                | Кулик-дутыш                   | Calidris melanotos (Vieillot, 1819)               | Единственная особь наблюдалась в Днепропетровской области (Петриковский рыбхоз) 26 сентября 2004 года в составе стаи других северных куликов. В 2004 году пролётные птицы этого вида наблюдались как в Западной, так и Восточной Европе. |
|                                                | Лопатень                      | Eurynorhynchus pygmeus (Linnaeus, 1758)           | Редкий залётный вид. Одна особь была добыта на берегу Молочного лимана (Азовское море) 20 августа 1952 года, птица держалась в стае чернозобиков. Приводился для Черниговской области. Включён в Международный красный список МСОП со статусом , как вид на грани исчезновения. |
|                                                | Малый веретенник              | Limosa lapponica (Linnaeus, 1758)                 | Пролётный вид. Иногда встречается во время осеннего перелёта, чаще всего у морских побережий. |
|                                                | Мородунка                     | Xenus cinereus (Guldenstadt, 1775)                | Гнездящийся, перелётный вид. Гнездится в бассейне Десны и среднего течения Днепра. Востоке. В Крыму это осеннепролётная птица, появившаяся только в начале 1970-х годов. |
|                                                | Морской песочник              | Calidris maritima (Brunnich, 1764)                | Редкий залётный вид. Встречался на побережье Крыма (Каркинитский залив) и на севере страны. |
|                                                | Обыкновенный перевозчик       | Actitis hypoleucos Linnaeus, 1758                 | Гнездящийся, перелётный вид. Гнездится почти на всей территории, кроме высокогорий и большей части степной зоны. В миграционное время обычен в Равнинном и Горном Крыму — у водоёмов и по берегам Чёрного и Азовского морей. |
|                                                | Песчанка                      | Calidris alba (Pallas, 1764)                      | Пролётный, иногда зимующий вид. На зимовке иногда встречается в дельте Дуная. |
|                                                | Плосконосый плавунчик         | Phalaropus fulicarius Linnaeus, 1758              | Залётный вид, который встречается на всей территории страны. |
|                                                | Поручейник                    | Tringa stagnatilis (Bechstein, 1803)              | Гнездящаяся, перелётная птица. С начала 1960 года отмечено сокращение ареала и численности вида. До 1950-х годов был обычной гнездящейся птицей Полтавской и Харьковской областей, встречалась в Киевской, Черкасской, Днепропетровской областях. Сейчас селится исключительно в долине среднего течения Десны в пределах Черниговской и Сумской областей. Зарегистрированы отдельные случаи гнездования и встречи птиц с элементами брачного поведения в Черкасской области (Ирдынские болота), пойме реки Северский Донец (Донецкая, Харьковская области), пойме рек Сейм, Псёл, Ворскла (Сумская область). В Крыму — пролётная и кочующая летом птица. Численность 50—100 пар. |
|                                                | Средний кроншнеп              | Numenius phaeopus (Linnaeus, 1758)                | Пролётный вид. Регулярно встречается во время миграций на морском побережье и редко в западных и центральных областях. Малое количество кочующих негнездящихся птиц встречается летом на морском побережье, отдельные особи зимуют. |
|                                                | Тонкоклювый кроншнеп          | Numenius tenuirostris Vieillot, 1817              | Редкая пролётная. По оценкам, в мире осталось до 300 особей. Во время миграций наблюдаются отдельные особи и стаи по 7—48 птиц. Мигрирует весной и осенью, останавливаясь на морских побережьях, на берегах лиманов, заливов, вблизи мелких озёр, на косах, отмелях. Включён в Международный красный список МСОП со статусом , как вид на грани исчезновения. |
|                                                | Травник                       | Tringa totanus (Linnaeus, 1758)                   | Гнездящийся, перелётный вид. Гнездится на всей территории, кроме гор и Закарпатской равнины. |
|                                                | Турухтан                      | Philomachus pugnax (Linnaeus, 1758)               | Гнездящийся, перелётный, иногда зимующий вид. Гнездится в Полесье. Мигрирует на всей территории страны. Зимой иногда встречается у морских побережий. В Крыму встречается круглогодично. |
|                                                | Фифи                          | Tringa glareola Linnaeus, 1758                    | Пролётный, иногда гнездящийся вид. Во время миграций встречается везде на территории Украины, на гнездовании регистрировался в Западном Полесье. В Крыму встречается только на пролёте и летних кочёвках. |
|                                                | Чернозобик                    | Calidris alpina (Linnaeus, 1758)                  | Пролётный, иногда гнездящийся вид. Во время перелётов встречается на всей территории страны, изредка зимует в дельте Дуная и на Сиваше. |
|                                                | Черныш                        | Tringa ochropus Linnaeus, 1758                    | Гнездящийся, перелётный, иногда зимующий вид. Гнездится в Полесье и на западе Лесостепи. Зимует преимущественно на юге страны, включая Крым. |
|                                                | Щёголь                        | Tringa erythropus (Pallas, 1764)                  | Пролётный вид. На территории Украины встречается на весенних и осенних пролётах. Кочующие особи встречаются изредка летом. В Крыму встречается только во время пролёта и на летних кочёвках — в равнинной части и на Керченском полуострове. |
| Семейство Тиркушковые (Glareolidae)            |                               |                                                   | |
|                                                | Бегунок                       | Cursorius cursor (Latham, 1787)                   | Редкий залётный вид, отмеченный в Днепропетровской области по старым литературным данным. |
|                                                | Луговая тиркушка              | Glareola pratincola (Linnaeus, 1766)              | Гнездящаяся, перелётная птица. Обитает в Азово-Черноморском регионе от Дуная до восточных границ страны. Численность около 400 пар. Основные поселения расположены в Присивашье (Херсонская область и Крым), менее значительные — на юге Запорожской и Донецкой областей и на западе Керченского полуострова, севере Крыма. |
|                                                | Степная тиркушка              | Glareola nordmanni Fischer, 1842                  | Гнездящийся, перелётный вид. В конце XIX — в начале XX века ареал на Украине охватывал побережье Чёрного и Азовского морей от восточных границ страны до Полтавской и Харьковской областей. В последние два десятилетия XX века известны лишь единичные случаи гнездования отдельных пар на юге Украины, преимущественно в Приазовьи, побережье Каркинитского залива и Сиваша. Вид включён в Международный красный список МСОП со статусом , как близкий к уязвимому положению. |
| Семейство Чайковые (Laridae)                   |                               |                                                   | |
|                                                | Белокрылая крачка             | Chlidonias leucopterus (Temminck, 1815)           | Гнездящийся, перелётный вид. Гнездится мозаично на всей территории кроме гор и Закарпатья. |
|                                                | Белощёкая крачка              | Chlidonias hybrida (Pallas, 1811)                 | Гнездящийся, перелётный вид. Гнездится на всей территории, на Киевском и Каневском водохранилищах. В Крыму впервые появилась на гнездовании в 1980-х годах, многочисленна на Сиваше и Керченском полуострове. |
|                                                | Бургомистр                    | Larus hyperboreus Gunnerus, 1767                  | Редкий залётный вид. Во время залётов встречается в долине Днепра и на побережье Азовского моря. |
|                                                | Малая крачка                  | Sternula albifrons (Pallas, 1764)                 | Гнездящаяся, перелётная птица. Гнездится вдоль Азово-Черноморского побережья, в бассейнах крупных рек, на берегах озёр. Численность примерно 2,5—4 тысячи пар. |
|                                                | Морской голубок               | Chroicocephalus genei Breme, 1839                 | Гнездящаяся, перелётная, изредка зимующая птица. Гнездится в Причерноморье, на Сиваше, Керченском полуострове. Зимой встречается преимущественно у Южного берега Крыма. |
|                                                | Клуша                         | Larus fuscus Breme, 1839                          | Пролётный, иногда зимующий вид. Во время миграций встречается в приморских районах и в долине Днепра, реже — на остальной территории страны. Наиболее обычна на весеннем пролёте. Иногда зимует у черноморского побережья. Подвид восточная клуша (Larus fuscus heuglini Bree, 1876) как редкая залётная птица отмечалась в Донецкой области — вблизи Донецка в конце марта 1999 года и в начале апреля 2002 года, а также в апреле 2002 и 2003 годов — у Клебан-Бицкого водохранилища и на Белосарайской косе. |
|                                                | Малая чайка                   | Hydrocoloeus minutus Pallas, 1776                 | Гнездящийся, перелётный, иногда зимующий вид. Гнездится в поймах Десны и Среднего Днепра. Во время миграций встречается на всей территории. Иногда зимует у побережья Чёрного моря. |
|                                                | Морская чайка                 | Larus marinus Linnaeus, 1758                      | Залётный вид. Преимущественно в западных областях. |
|                                                | Обыкновенная моевка           | Rissa tridactyla (Linnaeus, 1758)                 | Залётный вид. Встречается на морских побережьях и по долинам рек. |
|                                                | Озёрная чайка                 | Chroicocephalus ridibundus (Linnaeus, 1766)       | Гнездящийся, перелётный, зимующий вид. Гнездится на всей территории кроме Карпат и Крыма. Регулярно зимует на морском побережье и реке Днепр, изредка — на других водоёмах. |
|                                                | Пестроносая крачка            | Thalasseus sandvicensis (Latham, 1787)            | Гнездящийся, перелётный вид. Встречается в Причерноморье и Приазовье. |
|                                                | Полярная крачка               | Sterna paradisaea Pontoppidan, 1763               | Редкий залётный вид. Во время залётов встречался в приморских районах и по долине Днепра. |
|                                                | Полярная чайка                | Larus glaucoides В. Meyer, 1822                   | Редкий залётный вид. Впервые для Украины обнаружен в декабре 2021 года на свалке возле пгт. Великодолинское (Одесская область.) Птица продолжала держаться этого места до середины января 2022 года. |
|                                                | Речная крачка                 | Sterna hirundo Linnaeus, 1758                     | Гнездящийся, перелётный вид. Гнездится на всей территории страны, кроме гор. |
|                                                | Серебристая чайка             | Larus argentatus Pontoppidan, 1763                | Залётный, иногда зимующий вид. Встречается в северо-западной части страны и приморских районах. Очень редко зимует на побережьи Крыма. |
|                                                | Сизая чайка                   | Larus canus Linnaeus, 1758                        | Гнездящийся, перелётный, зимующий вид. Гнездится на западе страны, на Среднем Днепре и Десне. Мигрирует на всей территории. Регулярно зимует на юге и Днепре, изредка встречается зимой на водоёмах остальной территории страны. |
|                                                | Хохотунья                     | Larus cachinnans Pallas, 1811                     | Оседлый, кочевой, перелётный вид. Гнездится почти на всей территории, кроме гор и Северного Левобережья. Наиболее многочисленные колонии находятся на островах Каркинитского залива и Сиваша. Расселение вида из колоний Азово-черноморского побережья на внутренние водоёмы страны и формирования здесь устойчивых гнездовых группировок произошло после значительной антропогенной трансформации континентальных экосистем, в первую очередь после появления на Днепре ряда крупных водохранилищ, а также большого количества рыборазводных прудов. Первые колонии на среднем Днепре появились в 1970-х и 1980-х годах. В последующие десятилетия численность значительно выросла. В последние десятилетия XX века на Украине вид сформировал в бассейнах крупных рек четыре новые гнездовые группировки: среднеднепровскую, восточную (в бассейне реки Северский Донец), западную (в бассейне реки Западный Буг) и центральную (в бассейне реки Южный Буг), состоящие как из постоянно, так и непостоянно существующих колоний. В 2010—2015 годах на Днепре существовало 17 колоний общей численностью до 3 тысяч гнездовых пар. Мигрирует по всей территории страны. Регулярно зимует вдоль морского побережья, на Днепре и на западе страны, на водоёмах остальной территории встречается зимой редко. |
|                                                | Чайконосая крачка             | Gelochelidon nilotica (J. F. Gmelin, 1789)        | Гнездящаяся, перелётная птица. Встречается в Приазовье и Причерноморье. В Крыму встречается на северных побережьях Равнинной части (Каркинитский залив, Сиваш) и водоёмах Керченского полуострова. |
|                                                | Чеграва                       | Hydroprogne caspia (J. F. Gmelin, 1789)           | Гнездящаяся, перелётная птица. Гнездится в Азово-Черноморском регионе. Летом характерны перелёты неполовозрелых и не создавших брачную пару птиц. В Крыму гнездится на некоторых островах Сиваша и Лебяжьих островах. |
|                                                | Чёрная крачка                 | Chlidonias niger (Linnaeus, 1758)                 | Гнездящаяся, перелётная птица. Гнездится почти на всей территории, кроме Карпат и большей части Крыма. |
|                                                | Черноголовая чайка            | Ichthyaetus melanocephalus (Temminck, 1820)       | Гнездящаяся, перелётная, изредка зимующая птица. Гнездится в Причерноморье и Приазовье. В Крыму гнездится на Сиваше и Керченском полуострове. Иногда зимует у Южного берега Крыма. |
|                                                | Черноголовый хохотун          | Larus ichthyaetus (Pallas, 1773)                  | Гнездящаяся, перелётная, изредка зимующая птица. Гнездится в Причерноморье и Приазовье, чаще в Каркинитском заливе и на Сиваше. С 1980-х годов заселил Конские острова Ягорлицкого залива, остров Березань, Кривую косу и прилегающие острова, Сульский залив Кременчугского водохранилища. Нерегулярно зимует у морского побережья в Приазовье, Южного берега Крыма, Дельте Дуная. |
| Семейство Поморниковые (Stercorariidae)        |                               |                                                   | |
|                                                | Большой поморник              | Stercorarius skua (Brunnich, 1764)                | Редкий залётный вид. На территории Украины известно 5 регистраций одиночных особей. Первый раз вид был отмечен в октябре 1908 года на Днепре возле Киева у косы острова Чичин. В Крыму (20 сентября 1972 года, Инкерман) и во Львовской области (31 сентября 1980 года, окрестности Червонограда, на реке Западный Буг) найдены птицы первого года жизни, окольцованные на Шетландских островах (Великобритания). 25 декабря 2005 года вблизи Среднеднепровской ГЭС наблюдали одну молодую птицу. Ещё одна птица найдена 25 июля 2008 года в Каркинитском заливе Чёрного моря возле побережья Крыма. |
|                                                | Длиннохвостый поморник        | Stercorarius longicaudus Vieillot, 1819           | Редкий залётный вид. Наблюдался в Крыму в Каркинитском заливе, также одиночная особь была встречена на берегу моря у села Портового 12 октября 1963 года. |
|                                                | Короткохвостый поморник       | Stercorarius parasiticus (Linnaeus, 1758)         | Пролётный вид. На пролётах встречается на всей территории Украины, преимущественно на крупных реках и морских побережьях. |
|                                                | Средний поморник              | Stercorarius pomarinus (Temminck, 1815)           | Залётный вид. Преимущественно встречается на крупных реках и морских побережьях, несколько раз добывался в Крыму. |
| Семейство Чистиковые (Alcidae)                 |                               |                                                   | |
|                                                | Люрик                         | Alle alle (Linnaeus, 1758)                        | Редкий залётный вид. Залёты возможны на территории Западной Украины. Молодая самка была добыта в Хмельницкой области 7 ноября 1981 года. |
| Отряд Рябкообразные (Pterocliformes)           |                               |                                                   | |
| Семейство Рябковые (Pteroclidae)               |                               |                                                   | |
|                                                | Белобрюхий рябок              | Pterocles alchata (Linnaeus, 1766)                | Редкий залётный вид, приводившийся для Украины по старым литературным данным в промежутке от 1800 до 1949 года. Одиночные птицы и их маленькие стайки были зарегистрированы в степях бывшей Екатеринославской губернии (Днепропетровская область). |
|                                                | Саджа                         | Syrrhaptes paradoxus (Palllas, 1773)              | Залётный вид. На территории Украины вид встречался во время периодических залётов, которые были отмечены в 1859, 1863, 1872, 1876, 1888, 1908 годах. В 1888 и 1908 году саджи встречались почти во всех областях Украины, включая Крым, а отдельные пары гнездились в степной зоне (Днепропетровская область, Аскания-Нова, Крым). Последний раз эти птицы были зарегистрировали в Пирятинском районе Полтавской области и в Прилуцком районе Черниговской области в мае и июне 1921 года. Во время залётов птицы появлялись на территории страны весной и держались до начала зимы. |
|                                                | Чернобрюхий рябок             | Pterocles orientalis (Linnaeus, 1758)             | Редкий залётный вид, приводившийся для степей юга Украины Александром Нордманом (1840). Позднее птиц наблюдали в степях юга страны, в низовьях Дона и в Крыму. |
| Отряд Голубеобразные (Columbiformes)           |                               |                                                   | |
| Семейство Голубиные (Columbidae)               |                               |                                                   | |
|                                                | Большая горлица               | Streptopelia orientalis (Latham, 1790)            | Редкий залётный вид, зарегистрированный на территории Украины в Крыму — в октябре 1902 года у Симферополя). |
|                                                | Вяхирь                        | Columba palumbus Linnaeus, 1758                   | Гнездящийся, перелётный, зимующий вид. Гнездится на всей территории кроме Карпат. Зимует на юге страны. |
|                                                | Клинтух                       | Columba oenas Linnaeus, 1758                      | Гнездящийся, перелётный, зимующий вид. Распространён в Карпатах, Полесье, частично в лесостепной зоне, Крымских горах и, возможно, пойме Дуная. Немногочисленный вид в большинстве районов Полесья и Крыма, редкий — в лесостепной зоне. Численность на Украине не более 8—12 тысяч пар. |
|                                                | Кольчатая горлица             | Streptopelia decaocto Frivaldszky, 1838           | Оседлый вид. Встречается на всей Украине, кроме высокогорий. Часто птицы держатся в населенных пунктах или около них. |
|                                                | Обыкновенная горлица          | Streptopelia turtur (Linnaeus, 1758)              | Гнездящийся, перелётный вид. Встречается на всей Украине, кроме высокогорий. |
|                                                | Сизый голубь                  | Columba livia Gmelin, 1789                        | Оседлый вид. Обитает в отдельных районах Крыма (побережье Керченского полуострова, Южного берега — преимущественно восточной его части, Тарханкут, предгорья, Внутренняя гряда и восточные яйлы) и Придунайского региона. Голуби Columba livia var. urbana будучи синантропами, являются обычными обитателями городов и сёл. |
| Отряд Кукушкообразные (Cuculiformes)           |                               |                                                   | |
| Семейство Кукушковые (Cuculidae)               |                               |                                                   | |
|                                                | Глухая кукушка                | Cuculus optatus Gould, 1845                       | Редкий залётный вид, который дважды отмечался в Крыму: 20 июля 1902 года у Феодосии и 17 августа 1976 года в окрестностях Ялты. |
|                                                | Обыкновенная кукушка          | Cuculus canorus Linnaeus, 1758                    | Гнездящийся, перелётный вид. На Украине гнездится повсеместно. |
|                                                | Хохлатая кукушка              | Clamator glandarius (Scopoli, 1769)               | Редкий залётный вид. На территории страны известно не более 4 встреч с птицами этого вида, все в Причерноморье и на острове Змеиный. |
| Отряд Совообразные (Strigiformes)              |                               |                                                   | |
| Семейство Сипуховые (Tytonidae)                |                               |                                                   | |
|                                                | Сипуха                        | Tyto alba Scopoli, 1769                           | Оседлый вид. Зарегистрирована на гнездовании в западных (в Закарпатье, Прикарпатье, но отсутствует в Карпатах) и центральных областях Украины, а также на севере Одесской области, известны случаи гнездования в степном Крыму (с 2007 года). В негнездовой период может встречаться в других районах страны. Гнездится до 30 пар. |
| Семейство Совиные (Strigidae)                  |                               |                                                   | |
|                                                | Белая сова                    | Bubo scandiacus (Linnaeus, 1758)                  | Редкий залетный вид. Зимой известны залёты в лесную и лесостепную и крайне редко в степную зону. |
|                                                | Болотная сова                 | Asio flammeus Pontoppidan, 1763                   | Оседлая, кочевая птица. Гнездится на всей территории Украины, за исключением Карпатских и Крымских гор, Закарпатья. |
|                                                | Бородатая неясыть             | Strix nebulosa J. R. Forster, 1772                | Оседлая птица. Распространена в Полесье (на севере Житомирской, Ровенской областей), Западном Полесье, а также на северо-западе Киевской области. На Украине гнездование впервые зарегистрировано в 1985 году. На 2009 год численность оценивалась в 20—35 пар. |
|                                                | Воробьиный сыч                | Glaucidium passerinum (Linnaeus, 1758)            | Оседлая птица. Обитает в Карпатах, Расточье и на севере Полесья. Гнездование подтверждено встречей выводка в Карпатах. Численность оценена в 150—350 пар. |
|                                                | Длиннохвостая неясыть         | Strix uralensis (Pallas, 1771)                    | Оседлая птица. Гнездится в Карпатах, Прикарпатье и Расточье. Численность составляет около одной тысячи особей, которая растёт в зимний период за счёт мигрирующих с севера птиц. |
|                                                | Домовый сыч                   | Athene noctua (Scopoli, 1769)                     | Оседлый вид. Гнездится на всей Украине, кроме высокогорий. |
|                                                | Мохноногий сыч                | Aegolius funereus (Linnaeus, 1758)                | Оседлая, кочевая птица. Гнездится в Карпатах (Львовская область), в Полесье (Житомирская, Черниговская, Сумская области). Вероятно гнездится в горных сосновых лесах Крыма и Расточья. |
|                                                | Обыкновенная неясыть          | Strix aluco Linnaeus, 1758                        | Оседлый вид. Населяет лесную и лесостепную зону, преобладающую часть степной зоны, низовья Днепра, Придунайский регион, горный Крым. |
|                                                | Сплюшка                       | Otus scops (Linnaeus, 1758)                       | Перелётная, гнездовая птица, встречается на юге лесостепи, в степи, Закарпатье, частично в Карпатах и Крыму. На юге Украины и в равнинном Закарпатье — немногочисленная, в других районах — очень редкая. Численность в стране оценена в 2—4 тысяч пар. |
|                                                | Ушастая сова                  | Asio otus (Linnaeus, 1758)                        | Оседлый, кочевой вид. Гнездится повсеместно на Украине, зимует на всей территории, за исключением Карпат. |
|                                                | Филин                         | Bubo bubo (Linnaeus, 1758)                        | Оседлая птица. На территории Украины номинативный подвид Bubo bubo bubo заселяет северные и западные районы, а русский Bubo bubo interpositus — восток страны (преимущественно Луганскую область). На Украине численность составляет около 200 пар. |
|                                                | Ястребиная сова               | Surnia ulula Linnaeus, 1758                       | Редкий залётный вид в лесной и лесостепной зоне. 13 октября 2013 года вид зарегистрирован в Ичнянском национальном парке (Черниговская область). |
| Отряд Козодоеобразные (Caprimulgiformes)       |                               |                                                   | |
| Семейство Настоящие козодои (Caprimulgidae)    |                               |                                                   | |
|                                                | Козодой                       | Caprimulgus europaeus Linnaeus, 1758              | Гнездящийся, перелётный вид. На Украине гнездится повсеместно, кроме высокогорий. |
| Отряд Стрижеобразные (Apodiformes)             |                               |                                                   | |
| Семейство Стрижиные (Apodidae)                 |                               |                                                   | |
|                                                | Белобрюхий стриж              | Tachymarptis melba (Linnaeus, 1758)               | Гнездящийся, перелётный вид. Гнездится в Крыму, на юге Украина является залётной птицей. |
|                                                | Чёрный стриж                  | Apus apus (Linnaeus, 1758)                        | Гнездящийся, перелётный вид. Встречается повсеместно. Является одной из самых многочисленных птиц крупных городов, но встречается и в сельской местности, и в относительно дикой природе. |
| Отряд Ракшеобразные (Coraciiformes)            |                               |                                                   | |
| Семейство Сизоворонковые (Coraciidae)          |                               |                                                   | |
|                                                | Сизоворонка                   | Coracias garrulus Linnaeus, 1758                  | Гнездящийся, перелётный вид. До 1970-х годов гнездилась по всей территории Украины. Сейчас стала очень редкой или исчезла в большинстве районов Полесья и лесостепи; в степной полосе многочисленее. Обычна в равнинной части Крыма, на Керченском полуострове и в предгорьях; проникает в восточные районы Южного берега. |
| Семейство Зимородковые (Alcedinidae)           |                               |                                                   | |
|                                                | Малый пегий зимородок         | Ceryle rudis (Linnaeus, 1758)                     | Редкий залётный вид. Залёты отмечены в Крыму близ Судака в 1926 году. |
|                                                | Обыкновенный зимородок        | Alcedo atthis (Linnaeus, 1758)                    | Гнездящийся, перелётный, зимующий вид. Гнездится на всей территории страны, кроме высокогорий Карпат. Известны единичные факты гнездования в Крыму (предгорья). Регулярно зимует в отдельных районах на юге страны и в Прикарпатье, изредка зимой встречается в других районах страны. |
| Семейство Щурковые (Meropidae)                 |                               |                                                   | |
|                                                | Зелёная щурка                 | Merops persicus Pallas, 1773                      | Редкий залётный вид. Известно как минимум 8 фактов встреч с птицами: Николаевская, Харьковская, Одесская, Черновицкая, Донецкая, Киевская области, Крым. |
|                                                | Золотистая щурка              | Merops apiaster Linnaeus, 1758                    | Гнездящийся, перелётный вид. Гнездится на всей территории страны, кроме Карпат и Крымских гор. Вероятно, зимующая птица равнинной части Крыма и Керченского полуострова. |
| Отряд Птицы-носороги (Bucerotiformes)          |                               |                                                   | |
| Семейство Удодовые (Upupidae)                  |                               |                                                   | |
|                                                | Удод                          | Upupa epops Linnaeus, 1758                        | Гнездящийся, перелётный вид. Гнездится на Украине повсеместно, кроме высокогорий. |
| Отряд Дятлообразные (Piciformes)               |                               |                                                   | |
| Семейство Дятловые (Picidae)                   |                               |                                                   | |
|                                                | Белоспинный дятел             | Dendrocopos leucotos (Bechstein, 1802)            | Оседлый, кочевой. Распространён относительно мозаично в лесной и частично лесостепной зонах, кроме высокогорья Карпатских гор. Преимущественно встречается в Расточье, Восточных Карпатах, Западном и Житомирском Полесье и на северо-востоке страны. |
|                                                | Большой пёстрый дятел         | Dendrocopos major (Linnaeus, 1758)                | Оседлый, кочевой вид. Обитает повсеместно на всей Украине. |
|                                                | Вертишейка                    | Jynx torquilla Linnaeus, 1758                     | Гнездящийся, перелётный вид. Гнездится на всей территории страны, кроме высокогорий Карпат. В Крыму населяет лесной пояс Главной гряды, а также сады и лесопосадки предгорий. |
|                                                | Желна                         | Dryocopus martius (Linnaeus, 1758)                | Оседлый, кочевой вид. Встречается и гнездится в лесной и частичной лесостепной зонах, преимущественно на Западной и Северной Украине. Отмечено гнездование на островах Дуная. |
|                                                | Зелёный дятел                 | Picus viridis Linnaeus, 1758                      | Оседлый, кочевой вид. Гнездится на Полесье, в западных районах и, спорадически, в низовьях Дуная и Днестра, а также на территории Харьковской области. Численность составляет около 500—800 пар, наблюдается её сокращение. |
|                                                | Малый пёстрый дятел           | Dendrocopos minor (Linnaeus, 1758)                | Оседлый, кочевой вид. Встречается в лесной и частичной лесостепной зонах (за исключением Карпат), а также частично на севере Степи. |
|                                                | Седой дятел                   | Picus canus Gmelin, 1788                          | Оседлый, кочевой вид. Гнездится в лесной и лесостепной зонах по всей стране, а также на севере степной зоны и в Придунайском регионе. Отсутствует в высокогорьях Карпатах. |
|                                                | Сирийский дятел               | Dendrocopos syriacus (Hemprich & Ehrenberg, 1833) | Оседлый, кочевой вид. Обитает повсеместно, кроме Карпат и Крымских гор. В XX веке заселил Равнинный Крым и Керченский полуостров, предгорья и восточную часть Южного берега. |
|                                                | Средний пёстрый дятел         | Dendrocopos medius (Linnaeus, 1758)               | Оседлый, кочевой вид. Населяет лесную и лесостепную зону, за исключением Карпат. |
|                                                | Трёхпалый дятел               | Picoides tridactylus (Linnaeus, 1758)             | Оседлый вид. Гнездится в Карпатах, с 2004 года — в Полесье (леса севера Житомирской, Ровненской и Волынской областей). Численность составляет 300—320 пар. |
| Отряд Соколообразные (Falconiformes)           |                               |                                                   | |
| Семейство Соколиные (Falconidae)               |                               |                                                   | |
|                                                | Балобан                       | Falco cherrug Gray, JE, 1834                      | Гнездящаяся, перелётная, зимующая. На протяжении второй половины XX века численность сокращалась, в некоторые годы составляла не более 50 пар. Восстановление численности началось с 1980-х годов, а на 2009 год численность на Украине достигала 250—300 пар. Включён в Международный красный список МСОП со статусом , как вид в опасности. |
|                                                | Дербник                       | Falco columbarius Linnaeus, 1758                  | Пролётный, зимующий вид, который может быть встречен по всей территории Украины. |
|                                                | Кобчик                        | Falco vespertinus Linnaeus, 1766                  | Гнездящийся, перелётный вид. Гнездится на всей территории Украины за исключением гор. Вид включён в Международный красный список МСОП со статусом , как близкий к уязвимому положению. |
|                                                | Кречет                        | Falco rusticolus Linnaeus, 1758                   | Редкий залётный вид. Птицы могут быть встречены на всей территории страны. |
|                                                | Обыкновенная пустельга        | Falco tinnunculus Linnaeus, 1758                  | Гнездящийся, перелётный, зимующий вид. Распространён на всей территории страны. Зимует преимущественно на юге страны, но отдельные особи могут встречаться по всей стране. |
|                                                | Сапсан                        | Falco peregrinus (Temminck, 1822)                 | Гнездящийся, перелётный, зимующий. Частично оседлый в Крыму. В Украине стабильная гнездовая популяция сапсана существует в Крыму (в горной части, реже в предгорьях, на береговых обрывах, единичные пары — на юге Керченского полуострова), где гнездится подвид — Falco peregrinus brookei Sharpe, 1873. Её численность оценивается в 50-55 пар. При миграции и зимой на всей территории встречается тундровый подвид Falco peregrinus calidus Latham, 1790. Известны случаи гнездования в отдельных городах. В Карпатах распространён номинативный подвид. Однако надёжные доказательства гнездования сапсана в этом регионе Украины отсутствуют с 1940-х годов. В то же время на территории соседней Польши численность сапсана растёт. Поэтому возможно гнездование этого вида на территорию Западной Украины. |
|                                                | Степная пустельга             | Falco naumanni (Temminck, 1822)                   | Гнездящийся, перелётный вид. Изредка встречается в степной зоне. На протяжении XX века численность снижалась, но в 1960-е годы на Закарпатье и в Крыму вид был довольно обычным и гнездился колониями до 400 пар (Крым). Гнездование отмечалось до середины 1990-х, когда единичные пары всё ещё встречались в Донецкой области и Крыму. В начале XXI века известны лишь редкие встречи в гнездовой период. Гнездование редких пар возможны в равнинной части Крыма, на Керченском полуострове и в предгорьях. |
|                                                | Чеглок                        | Falco subbuteo Linnaeus, 1758                     | Гнездящийся, перелётный вид. Гнездится на всей территории страны. В Крыму на гнездовании появился только в последнем десятилетии XX в: населяет лесонасаждения среди открытых ландшафтов предгорий, равнинной части Крыма и Керченского полуострова. |
| Отряд Попугаеобразные (Psittaciformes)         |                               |                                                   | |
| Семейство Попугаевые (Psittacidae)             |                               |                                                   | |
|                                                | Ожереловый попугай Крамера    | Psittacula krameri (Scopoli, 1769)                | Редкий залётный вид. Известно несколько фактов встречи на Украине (Крым, Донецкая область). В Крыму одна особь была добыта 31 августа 1976 года на Солоноозёрном участке Черноморского биосферного заповедника. Состояние оперения указывало на дикоживущую птицу. В Донецкой области известно несколько встреч этого вида. Некоторые учёные сомневаются в естественном характере залёта этого вида на территорию Донецкой области, поскольку существует вероятность встречи с птицами, сбежавшими из частных коллекций. |
| Отряд Воробьинообразные (Passeriformes)        |                               |                                                   | |
| Семейство Сорокопутовые (Laniidae)             |                               |                                                   | |
|                                                | Красноголовый сорокопут       | Lanius senator Linnaeus, 1758                     | Пролётный, возможно гнездящийся вид. На Украине проходит северо-восточная граница ареала. В последние 40 лет вид регистрировали в качестве залётного, главным образом в Азово-Черноморском регионе от Дуная на западе до восточных границ Донецкой области, а на севере до Луганска. Спорадическое гнездование возможно в Крыму. |
|                                                | Маскированный сорокопут       | Lanius nubicus Lichtenstein, 1823                 | Редкий залётный вид. Самец пойман на острове Змеиный 8 мая 2004 года. |
|                                                | Обыкновенный жулан            | Lanius collurio Linnaeus, 1758                    | Гнездящийся, перелётный вид. Гнездится по всей Украине. Представлен двумя подвидами: номинативным Lanius collurio collurio, который широко распространён на территории континентальной Украины, и Lanius collurio tauricus Moltshanov, 1916, распространённым на Крымском полуострове. |
|                                                | Северный сорокопут            | Lanius borealis Vieillot, 1808                    | Залётный вид. На территории Украины представлен редко залётным в осенне-зимний период подвидом Lanius borealis sibiricus Bogdanov, 1881 |
|                                                | Серый сорокопут               | Lanius excubitor Linnaeus, 1758                   | Оседлая, кочевая, зимующая. Гнездится в Полесье и Прикарпатье, а также в Полтавской, Хмельницкой и Винницкой областях. Гнездится 500—1200 пар. Наблюдается значительное расширение гнездовой части ареала. В осенне-зимний период встречается на всей территории страны. |
|                                                | Чернолобый сорокопут          | Lanius minor Gmelin, 1788                         | Гнездящийся, перелётный вид. Гнездится по всей Украине, за исключением Карпат и Крымских гор. |
| Семейство Иволговые (Oriolidae)                |                               |                                                   | |
|                                                | Обыкновенная иволга           | Oriolus oriolus (Linnaeus, 1758)                  | Гнездящийся, перелётный вид. Гнездится на всей территории Украины, кроме высокогорий и Южного берега Крыма. В горной части Крымского полуострова немногочисленна, гнездится в предгорьях и Восточном Южнобережье. В Равнинном Крыму и на Керченском полуострове это одна из наиболее обычных птиц лесополос, искусственных лесонасаждений и парков. |
| Семейство Врановые (Corvidae)                  |                               |                                                   | |
|                                                | Альпийская галка              | Pyrrhocorax graculus (Linnaeus, 1766)             | Редкий залётный вид, отмеченный в Карпатах и Тернопольской области. |
|                                                | Ворон                         | Corvus corax Linnaeus, 1758                       | Оседлый, кочевой вид. Обитает по всей Украине. |
|                                                | Галка                         | Coloeus monedula (Linnaeus, 1758)                 | Оседлый, кочевой, перелётный. Гнездится и зимует на всей территории, кроме гор. |
|                                                | Грач                          | Corvus frugilegus Linnaeus, 1758                  | Гнездящийся, перелётный, зимующий вид. Гнездится и зимует на всей территории, кроме гор. |
|                                                | Кедровка                      | Nucifraga caryocatactes (Linnaeus, 1758)          | Гнездящийся, кочевой, залётный. Гнездится на северо-востоке Полесья и в Карпатах. Периодически случаются залёты (иногда массовые) более северных птиц на территорию Украины, вызванные нехваткой кормовой базы. |
|                                                | Кукша                         | Perisoreus infaustus (Linnaeus, 1758)             | Редкий залётный вид. Птицы отмечены в Западном Полесье. |
|                                                | Обыкновенная сорока           | Pica pica (Linnaeus, 1758)                        | Оседлый вид. Встречается на всей территории Украины, за исключением высокогорий. |
|                                                | Серая ворона                  | Corvus cornix (Linnaeus, 1758)                    | Оседлый, кочевой вид. Распространён на всей территории Украины. |
|                                                | Сойка                         | Garrulus glandarius (Linnaeus, 1758)              | Оседлый, кочевой вид. Гнездится повсеместно, кроме юга степной зоны. Зимует на всей территории. В Крыму — подвид Garrulus glandarius iphigenia Sushkin & Ptuschenko, 1914. |
|                                                | Чёрная ворона                 | Corvus corone (Linnaeus, 1758)                    | Редкий залётный вид, приводящийся для Западной Украины. В нескольких публикациях упоминается гнездование в Черновицкой области, но ревизия музейных коллекций показала, что все экземпляры — молодые грачи. |
| Семейство Свиристелевые (Bombycillidae)        |                               |                                                   | |
|                                                | Свиристель                    | Bombycilla garrulus (Linnaeus, 1758)              | Зимующий вид на всей территории страны. |
| Семейство Синицевые (Paridae)                  |                               |                                                   | |
|                                                | Белая лазоревка               | Cyanistes cyanus Pallas, 1770                     | Оседлый вид. Факт успешного гнездования на территории страны впервые был зарегистрирован в двух местах на севере Волынской области в 2001 году. В настоящее время гнездится в среднем течении рек Припять и Стоход. Популяция на Украине составляет не более 10 пар. |
|                                                | Большая синица                | Parus major Linnaeus, 1758                        | Оседлый, кочевой, перелётный вид. Встречается повсеместно на всей территории Украины. |
|                                                | Буроголовая гаичка            | Poecile montanus (Conrad von Baldenstein, 1827)   | Оседлый, кочевой вид. Обитает в лесной и лесостепной зоне. |
|                                                | Московка                      | Periparus ater (Linnaeus, 1758)                   | Оседлый, кочевой, зимующий вид. Гнездится в лесной и частично лесостепной зоне, а также горном Крыму. |
|                                                | Обыкновенная лазоревка        | Cyanistes caeruleus (Linnaeus, 1758)              | Оседлый, кочевой, перелётный вид. Гнездится по всей Украине, кроме равнинного Крыма. Мигрирует и зимует по всей стране. |
|                                                | Хохлатая синица               | Lophophanes cristatus Linnaeus, 1758              | Оседлый, кочевой вид. Обитает в лесной и на большей части лесостепной зоны, в Карпатах. |
|                                                | Черноголовая гаичка           | Poecile palustris (Linnaeus, 1758)                | Оседлый, кочевой вид. Обитает в лесной, лесостепной и на севере степной зоны. |
| Семейство Ремезовые (Remizidae)                |                               |                                                   | |
|                                                | Обыкновенный ремез            | Remiz pendulinus (Linnaeus, 1758)                 | Гнездящийся, перелётный, иногда зимующий вид. Распространён на всей территории кроме Крыма и Карпат. |
| Семейство Усатые синицы (Panuridae)            |                               |                                                   | |
|                                                | Усатая синица                 | Panurus biarmicus (Linnaeus, 1758)                | Оседлый, кочевой вид. Обитает по всей территории страны, кроме Карпат, Закарпатья и большей части Крымского полуострова. |
| Семейство Жаворонковые (Alaudidae)             |                               |                                                   | |
|                                                | Белокрылый жаворонок          | Alauda leucoptera Pallas, 1811                    | Залётный зимой вид. Может встречаться на юге степной зоны Украины. |
|                                                | Лесной жаворонок              | Lullula arborea (Linnaeus, 1758)                  | Гнездящийся, перелётный, зимующий вид. Гнездится в лесной зоне и Лесостепи, кроме Карпатских гор. Зимует в Крыму. |
|                                                | Малый европейский жаворонок   | Calandrella brachydactyla (Leisler, 1814)         | Гнездящийся, перелётный, иногда зимующий. Гнездится и мигрирует в степной зоне и частично в Лесостепи. Зимует в приморских районах. |
|                                                | Полевой жаворонок             | Alauda arvensis Linnaeus, 1758                    | Гнездящийся, перелётный, зимующий вид. Гнездится и мигрирует по всей территории страны. Зимует в степной зоне на юге страны. |
|                                                | Рогатый жаворонок             | Eremophila alpestris (Linnaeus, 1758)             | Зимующий вид. Встречается на зимовке на всей территории Украины каждый год, но в разных количествах. |
|                                                | Серый жаворонок               | Calandrella rufescens (Vieillot, 1820)            | Гнездящийся, перелётный, зимующий. Гнездится в Причерноморье, северо-западном Приазовье, северной части Крыма. Зимует в Присивашье. |
|                                                | Степной жаворонок             | Melanocorypha calandra (Linnaeus, 1766)           | Оседлый, кочующий вид. Гнездится в степной и частично лесостепной зоне и в Крыму. На Крымском полуострове населяет почти весь Равнинный Крым и Керченский полуостров, предгорья, Восточное Южнобережье. |
|                                                | Хохлатый жаворонок            | Galerida cristata (Linnaeus, 1758)                | Оседлый, кочевой вид. Гнездится на всей территории Украины, за исключением горных районов. |
|                                                | Чёрный жаворонок              | Melanocorypha yeltoniensis (J. R. Forster, 1768)  | Залётный вид. Залёты возможны зимой в южную часть степной зоны страны. В XIX веке отмечены очень редкие залёты в Крым. |
| Семейство Ласточковые (Hirundinidae)           |                               |                                                   | |
|                                                | Береговушка                   | Riparia riparia (Linnaeus, 1758)                  | Гнездящийся, перелётный вид. Гнездится на всей территории Украины, кроме гор. |
|                                                | Городская ласточка            | Delichon urbicum (Linnaeus, 1758)                 | Гнездящийся, перелётный вид. Гнездится на всей территории страны. |
|                                                | Деревенская ласточка          | Hirundo rustica Linnaeus, 1758                    | Гнездящийся, перелётный вид. Гнездится на всей территории страны. |
|                                                | Рыжепоясничная ласточка       | Cecropis daurica (Laxmann, 1769)                  | Редкий залётный, гнездящийся вид. Был отмечен в южных областях и на Крымском полуострове. В 1999 году в Крыму установлен факт гнездования — несколько находок гнёзд в предгорьях и восточной части Южного берега. |
|                                                | Скалистая ласточка            | Ptyonoprogne rupestris (Scopoli, 1769)            | Редкий залётный вид, который был единожды отмечен на Крымском полуострове в мае 1977 года. |
| Семейство Длиннохвостые синицы (Aegithalidae)  |                               |                                                   | |
|                                                | Длиннохвостая синица          | Aegithalos caudatus (Linnaeus, 1758)              | Оседлый, кочевой вид. гнездится в лесной и лесостепной зонах, а также на севере степной, в низовьях Днепра и горном Крыму. Зимой не встречается только в южной и юго-восточной частях Степи. |
| Семейство Пеночковые (Phylloscopidae)          |                               |                                                   | |
|                                                | Белобрюхая пеночка            | Phylloscopus orientalis (Brehm, 1855)             | Редкий залётный вид. Залёт отмечен в Крыму. |
|                                                | Бурая пеночка                 | Phylloscopus fuscatus (Blyth, 1842)               | Редкий залётный вид. Одна особь (молодой самец), относящаяся к горной алтайской форме, была поймана в октябре 2008 года на острове Змеиный. |
|                                                | Желтобрюхая пеночка           | Phylloscopus nitidus (Blyth, 1843)                | Редкий залётный вид. Наблюдался в Крыму |
|                                                | Зелёная пеночка               | Phylloscopus trochiloides (Sundevall, 1837)       | Гнездящийся, перелётный вид. Гнездится в старых лесах на северо-востоке Украины. |
|                                                | Корольковая пеночка           | Phylloscopus proregulus (Pallas, 1811)            | Редкий, залётный вид. Зарегистрирован на острове Змеиный. |
|                                                | Пеночка-весничка              | Phylloscopus trochilus (Linnaeus, 1758)           | Гнездящийся, перелётный вид. Гнездится в лесной и лесостепной зонах, на севере степной зоны. |
|                                                | Пеночка-зарничка              | Phylloscopus inornatus (Blyth, 1842)              | Редкий залётный вид. В октябре 1957 года добыт в Крыму, отмечен на Молочном Лимане в Запорожской области — 13 октября 1986 года, на острове Змеиный — 14 октября 2003 года. |
|                                                | Пеночка-таловка               | Phylloscopus borealis (Blasius, 1858)             | Редкий залётный вид. Одна особь отмечена в Хмельницкой области. |
|                                                | Пеночка-теньковка             | Phylloscopus collybita (Vieillot, 1817)           | Гнездящийся, перелётный вид. Гнездится в лесной и лесостепной зонах, на севере степной зоны. |
|                                                | Пеночка-трещотка              | Phylloscopus sibilatrix (Bechstein, 1793)         | Гнездящийся, перелётный вид. Гнездится по всей территории Украины, кроме юга степной зоны. |
|                                                | Светлобрюхая пеночка          | Phylloscopus bonelli (Vieillot, 1819)             | Редкий залётный вид, отмеченный в Западной и Южной Украине. |
|                                                | Толстоклювая пеночка          | Phylloscopus schwarzi (Radde, 1863)               | Редкий залётный вид, который был отмечен на полуострове Тарханкут. |
|                                                | Тусклая зарничка              | Phylloscopus humei (Brooks, 1878)                 | В Западной Европе таксон рассматривают часто в качестве самостоятельного вида. В отечественной систематике её считают подвидом пеночки-зарнички. Впервые таксон наблюдали с 13 декабря 2004 года по 11 февраля 2005 года в Одессе. Ещё две особи обнаружены на острове Змеиный в Чёрном море 20 и 22 октября 2008 года. |
| Семейство Сверчковые (Locustellidae)           |                               |                                                   | |
|                                                | Обыкновенный сверчок          | Locustella naevia (Boddaert, 1783)                | Гнездящийся, перелётный вид. Гнездится преимущественно в лесной зоне, кроме Карпат. |
|                                                | Речной сверчок                | Locustella fluviatilis (Wolf, 1810)               | Гнездящийся, перелётный вид. Гнездится по всей территории страны, за исключением Карпат, Крыма, юго-востока степной зоны. |
|                                                | Соловьиный сверчок            | Locustella luscinioides (Savi, 1824)              | Гнездящийся, перелётный вид. Гнездится и мигрирует по всей территории, кроме гор. |
|                                                | Таёжный сверчок               | Locustella fasciolata Gray, 1860                  | Редкий залётный вид. Молодая особь была поймана 28 августа 2011 года в села Усовка Пирятинского района Полтавской области. В Европе вид регистрировали всего 3 раза. |
| Семейство Славковые (Sylviidae)                |                               |                                                   | |
|                                                | Белоусая славка               | Sylvia mystacea (Menetries, 1832)                 | Редкий, залётный вид. Одна птица была поймана в Крыму в мае 2004 года. |
|                                                | Бледная пересмешка            | Hippolais pallida (Hemprich et Ehrenberg, 1833)   | Гнездящийся, перелётный вид. Гнездится в Придунайском регионе. |
|                                                | Болотная камышовка            | Acrocephalus palustris (Bechstein, 1798)          | Гнездящийся, перелётный вид. Гнездится по всей Украине, за исключением Карпат и некоторых районов юга страны. |
|                                                | Вертлявая камышовка           | Acrocephalus paludicola (Vieillot, 1817)          | Гнездящийся, перелётный вид. Гнездится в Волынской, Ровенской, Киевской и Черниговской областях. Включён в Международный красный список МСОП со статусом , как вид в уязвимом положении. |
|                                                | Дроздовидная камышовка        | Acrocephalus arundinaceus (Linnaeus, 1758)        | Гнездящийся, перелётный вид. Гнездится по всей Украине, за исключением горных местностей. |
|                                                | Зелёная пересмешка            | Hippolais icterina (Vieillot, 1817)               | Гнездящийся, перелётный вид. Гнездится в лесной и лесостепной зонах, а также на большей части степной зоны. Отсутствует в Карпатах. |
|                                                | Индийская камышовка           | Acrocephalus agricola (Jerdon, 1845)              | Гнездящийся, перелётный вид. Обитает в приморских районах, Крыму (Равнинная часть и Керченский полуостров) и спорадически в восточной части страны. Известны находки и в других местах страны, например, во Львовской и Черновицкой области |
|                                                | Камышовка-барсучок            | Acrocephalus schoenobaenus (Linnaeus, 1758)       | Гнездящийся, перелётный вид. Гнездится практически на всей территории страны, кроме Карпат и некоторых районов юга степной зоны. Гнездование в Крыму подтверждено с 2010 года (Керченский полуостров и равнинная часть). Во время миграций встречается по всей Украине, в западных областях страны проходят миграционные пути вида на осеннем пролёте. |
|                                                | Певчая славка                 | Sylvia hortensis (J. F. Gmelin, 1789)             | Редкий, залётный вид. Зарегистрирован на острове Змеиный. |
|                                                | Пустынная славка              | Sylvia nana (Hemprich & Ehrenberg, 1833)          | Редкий залётный вид. Одна особь поймана под Севастополем (Балаклава) 22 октября 1993 года. |
|                                                | Рыжегрудая славка             | Sylvia cantillans (Pallas, 1764)                  | Редкий залётный вид. Отмечен в Северо-Восточном Причерноморье. |
|                                                | Садовая камышовка             | Acrocephalus dumetorum Blyth, 1849                | Гнездящийся, перелётный вид. Гнездится местами на севере Харьковской области. Залёты отмечены в другие районы северо-востока страны. |
|                                                | Садовая славка                | Sylvia borin (Boddaert, 1783)                     | Гнездящийся, перелётный вид. Гнездится в лесной и лесостепной зонах, а также на большей части степной зоны. |
|                                                | Северная бормотушка           | Iduna caligata (M. H. C. Lichtenstein, 1823)      | Редкий залётный вид, зарегистрированный на северо-востоке страны. |
|                                                | Серая славка                  | Sylvia communis (Latham, 1787)                    | Гнездящийся, перелётный вид. Гнездится на всей территории страны. |
|                                                | Славка Рюппеля                | Sylvia ruppeli Latham, 1787                       | Редкий залётный вид. Взрослый самец отловлен в устье Дуная 21 апреля 1988 года. |
|                                                | Славка-завирушка              | Sylvia curruca (Linnaeus, 1758)                   | Гнездящийся, перелётный вид. Гнездится по всей Украине, за исключением Крымского полуострова, Присивашья и части Приазовья. |
|                                                | Славка-черноголовка           | Sylvia atricapilla (Linnaeus, 1758)               | Гнездящийся, перелётный вид. Гнездится по всей Украине, кроме некоторых районов степной зоны. |
|                                                | Средиземноморская пересмешка  | Hippolais olivetorum (Strickland, 1837)           | Поймана в Одессе осенью 2001 году. Приводится под вопросом для Алупки в Крыму (Гебель, 1854). |
|                                                | Средиземноморская славка      | Sylvia melanocephala (J. F. Gmelin, 1789)         | Редкий залётный вид. Пойман на Тарханкуте (Крым), а также под Одессой в марте 2013 года. |
|                                                | Тонкоклювая камышёвка         | Acrocephalus melanopogon (Temminck, 1823)         | Гнездящийся, перелётный вид. Гнездится в дельте Дуная. |
|                                                | Тростниковая камышовка        | Acrocephalus scirpaceus (Hermann, 1804)           | Гнездящийся, перелётный вид. Гнездится по всей Украине, кроме Карпат и южной части Крымского полуострова. |
|                                                | Широкохвостая камышовка       | Cettia cetti (Temminck, 1820)                     | Редкий, залётный вид. Зарегистрирован в Полтавской области, а также на границе Харьковской и Донецкой областей. |
|                                                | Ястребиная славка             | Sylvia nisoria (Bechstein, 1792)                  | Гнездящийся, перелётный вид. Гнездится по всей Украине, за исключением горных районов. |
| Семейство Корольковые (Regulidae)              |                               |                                                   | |
|                                                | Желтоголовый королёк          | Regulus regulus (Linnaeus, 1758)                  | Оседлый, кочевой, перелётный вид. Гнездится в Полесье, Карпатах и Крымских горах. Зимой кочует по всей территории Украины. |
|                                                | Красноголовый королёк         | Regulus ignicapillus (Temminck, 1820)             | Оседлый, кочевой, перелётный. Гнездится в горных местностях Карпат и Крыма, локально встречается в Западном Полесье. Известны залёты в другие регионы. Численность около 400 пар. |
| Семейство Крапивниковые (Troglodytidae)        |                               |                                                   | |
|                                                | Крапивник                     | Troglodytes troglodytes (Linnaeus, 1758)          | Оседлый, кочевой, перелётный. Гнездится в лесной и лесостепной зонах, а также в Крымских горах. Мигрирует и зимует на всей территории страны. |
| Семейство Поползневые (Sittidae)               |                               |                                                   | |
|                                                | Краснокрылый стенолаз         | Tichodroma muraria (Linnaeus, 1766)               | Редкий залётный вид, зарегистрированный в Карпатах и горном Крыму (в XIX веке отмечен около Судака, в Балаклаве, Байдарской долине, в XX веке — одно наблюдение 29 июня 1970 в скалах Карадага). |
|                                                | Обыкновенный поползень        | Sitta europaea Linnaeus, 1758                     | Оседлый, кочевой вид. Обитает в лесной, лесостепной и на севере степной зоны. |
| Семейство Пищуховые (Certhiidae)               |                               |                                                   | |
|                                                | Короткопалая пищуха           | Certhia brachydactyla (Brehm, 1820)               | Оседлый, кочевой вид. Обитает в отдельных районах Западной Украины. |
|                                                | Обыкновенная пищуха           | Certhia familiaris Linnaeus, 1758                 | Оседлый, кочевой вид. Обитает в лесной, лесостепной и на севере степной зоны, в низовьях Днепра, Днестра, Дуная, а также в Крымских горах. |
| Семейство Скворцовые (Sturnidae)               |                               |                                                   | |
|                                                | Розовый скворец               | Pastor roseus (Linnaeus, 1758)                    | Гнездящийся, перелётный вид. Встречается главным образом в юго-восточных районах степной зоны, Приазовье и в Крыму, но случаи гнездования зарегистрированы в центральных и даже северных областях страны. Залёты отмечены во многих областях Украины. |
|                                                | Обыкновенный скворец          | Sturnus vulgaris Linnaeus, 1758                   | Гнездящийся, перелётный, зимующий. Гнездится по всей Украине, кроме высокогорий. Зимует на юге страны, иногда возле населённых пунктов на остальной части Украины. |
| Семейство Дроздовые (Turdidae)                 |                               |                                                   | |
|                                                | Белобровик                    | Prunella montanella (Linnaeus, 1766)              | Гнездящийся, перелётный, изредка зимующий вид. Гнездится в Полесье, на востоке Лесостепи. Иногда встречается зимой на Южном берегу Крыма. |
|                                                | Белозобый дрозд               | Turdus torquatus Linnaeus, 1758                   | Гнездящийся, перелётный, зимующий вид. Гнездится в Карпатах. Во время миграция встречается в западных и юго-западных областях страны. |
|                                                | Деряба                        | Turdus viscivorus Linnaeus, 1758                  | Гнездящийся, перелётный, зимующий вид. Гнездится в лесной и лесостепной зонах, а также в Карпатах и горном Крыму. Иногда встречается зимой в парках. |
|                                                | Дрозд Науманна                | Turdus naumanni (Temminck, 1820)                  | Редкий залётный вид. Отмечался зимой в Одесской области. |
|                                                | Дрозд Свенсона                | Catharus ustulatus (Temminck, 1820)               | Редкий залётный вид. Известен единственный случай залета в окрестностях Харькова 10 ноября 1893 года. |
|                                                | Краснозобый дрозд             | Turdus ruficollis Pallas, 1776                    | Редкий залётный вид. Известен единственный случай залёта. Молодая самка, державшаяся в стае турухтанов, была добыта в Крыму 28 сентября 1973 года. |
|                                                | Певчий дрозд                  | Turdus philomelos Brehm, 1831                     | Гнездящийся, перелётный, изредка зимующий вид. Гнездится в лесной и лесостепной зонах, на севере степной зоны и в Горном Крыму. Изредка встречается зимой в южных областях страны. |
|                                                | Рябинник                      | Turdus pilaris Linnaeus, 1758                     | Гнездящийся, перелётный, зимующий вид. Гнездится в лесной и лесостепной зонах, местами в степной. |
|                                                | Чернозобый дрозд              | Turdus torquatus Jarocki, 1819                    | Редкий, залётный вид. Отмечен в Харьковской и Одесской области. |
|                                                | Чёрный дрозд                  | Turdus merula Linnaeus, 1758                      | Гнездящийся, перелётный, зимующий вид. Гнездится и мигрирует по всей территории. Регулярно зимует на юге Украины. В киевских парках обитают оседлые популяции, завезённые из Польши в 1958 году. Отдельные зимующие птицы встречаются и в других местах. |
| Семейство Оляпковые (Cinclidae)                |                               |                                                   | |
|                                                | Оляпка                        | Cinclus cinclus (Linnaeus, 1758)                  | Оседлый, кочевой вид. Гнездится в Карпатах. Зимует в Прикарпатье. |
| Семейство Воробьиные (Passeridae)              |                               |                                                   | |
|                                                | Домовый воробей               | Passer domesticus (Linnaeus, 1758)                | Оседлый вид. Является синантропом. Обитает по всей территории страны. |
|                                                | Испанский воробей             | Passer hispaniolensis (Temminck, 1820)            | Гнездящийся, перелётный вид. Залёт зарегистрирован на острове Змеиный. С 2003 года найден на гнездовье на Украине, на юго-западе Одесской области в Дунай-Днестровской междуречье, с тенденцией продвижения на север. В 2012 году впервые отмечен в Крыму на побережье Феодосийского залива. В 2013 году гнездовья найдены на юге Керченского полуострова в окрестностях Опукского природного заповедника. В 2015 году отмечено расселение вида на юге Херсонской области, возле Сиваша и на мысе Тарханкут, где были найдены гнезда и места колониального поселения до сотни пар. В 2016 году найдены 5 небольших отдельных колоний (до 15 пар) в Крыму в окрестностях природного заповедника «Опукский», в сёлах Яковенково, Марьевка, Заветное. |
|                                                | Каменный воробей              | Petronia petronia (Linnaeus, 1766)                | Редкий залётный вид. Регистрировался в Ивано-Франковской области. |
|                                                | Полевой воробей               | Passer montanus (Linnaeus, 1758)                  | Оседлый вид. Обитает по всей территории страны. |
|                                                | Снежный вьюрок                | Montifringilla nivalis (Linnaeus, 1766)           | Редкий залётный вид, зарегистрированный в Карпатах. |
| Семейство Завирушковые (Prunellidae)           |                               |                                                   | |
|                                                | Альпийская завирушка          | Prunella collaris (Scopoli, 1769)                 | Гнездящийся, перелётный вид. Встречается в Карпатах в пределах Ивано-Франковской и Закарпатской областей. Популяция — около 190 пар. |
|                                                | Лесная завирушка              | Prunella modularis (Linnaeus, 1758)               | Гнездящийся, перелётный, зимующий вид. Гнездится в Западной Украине и горном Крыму. Зимует в Приморских регионах. |
|                                                | Сибирская завирушка           | Prunella montanella (Pallas, 1776)                | Редкий залётный вид. Птицы отмечены в Одесской и Киевской области. |
|                                                | Черногорлая завирушка         | Prunella atrogularis J. F. von Brandt, 1843       | Редкий залётный вид. Впервые на территории страны был отмечен 3 декабря 2021 года возле села Кучурган Одесской области. Особь оставалась зимовать до середины февраля 2022 года. |
| Семейство Трясогузковые (Motacillidae)         |                               |                                                   | |
|                                                | Американский конёк            | Anthus rubescens (Tunstall, 1771)                 | Редкий залётный вид. Единственная самка добыта 16 марта 1979 года в окрестностях села Портовое Раздольненского района в Крыму. 25 января 2022 года одна особь вида отмечена в Симферополе. |
|                                                | Белая трясогузка              | Motacilla alba (Linnaeus, 1758)                   | Гнездящийся, перелётный вид. Гнездится на всей территории Украины. |
|                                                | Береговой конёк               | Anthus petrosus (Montagu, 1798)                   | Редкий залётный вид. Подвид Anthus petrosus littoralis Brehm, 1823 отмечен в 2016 году в Одесской области (приморская часть дельты Дуная). Также один экземпляр был добыт в Крыму 28 января 1978 года из стайки в 10—15 птиц, но тогда особь была определена как Anthus spinoletta littoralis и экземпляр требует перепроверки. Подвид Anthus petrosus spinoletta — достоверные встречи в Одесской области и Крыму. |
|                                                | Горная трясогузка             | Motacilla cinerea Tunstall, 1771                  | Гнездящийся, перелётный, зимующий вид. Гнездится в Карпатах и Крымских горах. Зимует преимущественно в предгорьях, но может встречаться по всей территории страны, где есть проточные незамерзающие водоёмы. Регулярно наблюдается на зимовках в Днепропетровской области, в Запорожье на ДнепроГЭС, в Киевской области на станции аэрации. |
|                                                | Горный конёк                  | Anthus spinoletta (Linnaeus, 1758)                | Гнездящийся, перелётный, зимующий вид. Гнездится в Карпатах, широко распространяясь в высокогорье вплоть до субальпийских лугов включительно. Зимует в Крымских горах. Зимой известно несколько встреч горного конька в дельте Дуная (Дунайский биосферный заповедник). Также отмечены регулярные зимние встречи птиц в пойме незамерзающей реки Тиса (возле посёлка Королёво) на Закарпатской низменности. |
|                                                | Жёлтая трясогузка             | Motacilla flava (Linnaeus, 1758)                  | Гнездящийся, перелётный вид. Гнездится на всей территории, кроме гор и приморских регионов |
|                                                | Желтоголовая трясогузка       | Motacilla citreola Pallas, 1776                   | Гнездящийся, перелётный вид. Гнездится в лесной и лесостепной зонах, а также на севере Степи. |
|                                                | Желтолобая трясогузка         | Motacilla lutea (Gmelin, 1774)                    | По устным сообщениям была отмечена в апреле 2004 года на Крымском полуострове в окрестностях Гурзуфа. В апреле 2007 года найдена на острове Змеинный. |
|                                                | Краснозобый конёк             | Anthus cervinus (Pallas, 1811)                    | Пролётный вид, который может быть найден на всей территории страны. |
|                                                | Лесной конёк                  | Anthus trivialis (Linnaeus, 1758)                 | Гнездящийся, перелётный вид. Гнездится в лесной и лесостепной зонах, а также в лесных насаждениях степной зоны и горном Крыму. |
|                                                | Луговой конёк                 | Anthus pratensis (Linnaeus, 1758)                 | Гнездящийся, перелётный, зимующий вид. Гнездится в лесной зоне и Лесостепи. Зимует на юге степной зоны и в Крыму. |
|                                                | Полевой конёк                 | Anthus campestris (Linnaeus, 1758)                | Гнездящийся, перелётный вид. Гнездится на всей Украине, за исключением гор. |
|                                                | Пятнистый конёк               | Anthus campestris Richmond, 1907                  | Редкий залётный вид. Во время залётов встречается в Крыму, был отловлен в Львовской области. |
|                                                | Степной конёк                 | Anthus richardi Vieillot, 1818                    | Редкий залётный вид. Залёты птиц отмечены в Крыму. |
|                                                | Черноголовая трясогузка       | Motacilla feldegg Vieillot, 1818                  | Гнездящийся, перелётный вид. Гнездится в приморских районах и в Крыму, за исключением Крымских гор. Гнездование также возможно на Буковине и в Закарпатье. |
| Семейство Мухоловковые (Muscicapidae)          |                               |                                                   | |
|                                                | Белохвостая каменка           | Oenanthe leucura (Gmelin, 1789)                   | Редкий залётный вид, отмеченный в Крыму. |
|                                                | Варакушка                     | Luscinia svecica (Linnaeus, 1758)                 | Гнездящийся, перелётный вид. Гнездится в лесной, лесостепной, на большей части степной зоны и в Закарпатье. |
|                                                | Горихвостка-чернушка          | Phoenicurus ochruros (Gmelin, 1774)               | Гнездящийся, перелётный вид. Гнездится в лесной, лесостепной, на большей части степной зоны и в горном Крыму. Зимует на юге Украины. |
|                                                | Зарянка                       | Erithacus rubecula Linnaeus, 1758                 | Гнездящийся, перелётный, зимующий вид. Гнездится в лесной, лесостепной и на севере степной зоны. |
|                                                | Испанская каменка             | Sylvia nisoria (Linnaeus, 1758)                   | Гнездящийся, перелётный вид. Гнездится в Крымских горах. |
|                                                | Каменка-плешанка              | Oenanthe pleschanka (Lepechin, 1770)              | Гнездящийся, перелётный вид. Гнездится в степной зоне и Крымских горах. |
|                                                | Каменка-плясунья              | Oenanthe isabellina (Temminck, 1829)              | Гнездящийся, перелётный вид. Гнездится преимущественно на территории степной зоны. |
|                                                | Луговой чекан                 | Saxicola rubetra (Linnaeus, 1758)                 | Гнездящийся, перелётный вид. Гнездится практический на всей территории Украины, кроме Крыма и Приазовья, где возможны только единичные случаи гнездования. |
|                                                | Малая мухоловка               | Ficedula parva (Pallas, 1764)                     | Гнездящийся, перелётный вид. Гнездится в лесной, лесостепной и на севере степной зоны. |
|                                                | Мухоловка-белошейка           | Ficedula albicollis (Temminck, 1815)              | Гнездящийся, перелётный вид. Гнездится в лесной, лесостепной и на большей части степной зоны. |
|                                                | Мухоловка-пеструшка           | Ficedula hypoleuca (Pallas, 1764)                 | Гнездящийся, перелётный вид. Гнездится в лесной, лесостепной и на севере степной зоны. |
|                                                | Обыкновенная горихвостка      | Phoenicurus phoenicurus (Linnaeus, 1758)          | Гнездящийся, перелётный вид. Гнездится на всей территории страны, кроме южных и юго-восточных степных районов. |
|                                                | Обыкновенная каменка          | Oenanthe oenanthe (Linnaeus, 1758)                | Гнездящийся, перелётный вид. Гнездится по всей Украине. |
|                                                | Обыкновенный соловей          | Luscinia luscinia (Linnaeus, 1758)                | Гнездящийся, перелётный вид. Гнездится на всей территории Украины, кроме Карпат и большей части Крымского полуострова. |
|                                                | Пёстрый каменный дрозд        | Monticola saxatilis (Linnaeus, 1766)              | Гнездящийся, перелётный вид. Гнездится в горах Крыма и Карпатах. В Крыму гнездится около 100 пар, в Карпатах — 750—800. |
|                                                | Полуошейниковая мухоловка     | Ficedula semitorquata (Homeyer, 1885)             | Редкий залётный, изредка гнездящийся вид. Гнездование единичной пары впервые обнаружено в июле 2011 года в Крымском природном заповеднике. |
|                                                | Пустынная каменка             | Oenanthe deserti (Temminck, 1825)                 | Редкий залётный вид. В Европу птица залетает ошибочно и редко. Единичная встреча с самкой отмечена в приморской части Килийской дельты Дуная (территория Дунайского биосферного заповедника) 12 ноября 2013 года. |
|                                                | Серая мухоловка               | Muscicapa striata (Pallas, 1764)                  | Гнездящийся, перелётный вид. Гнездится на всей территории, кроме равнинной части Крымского полуострова. |
|                                                | Синехвостка                   | Tarsiger cyanurus (Pallas, 1773)                  | Редкий залётный вид. Наблюдался в Донецкой области — 7 сентября 1963 года в окрестностях Красногоровки, западнее Донецка. |
|                                                | Синий каменный дрозд          | Monticola solitarius Linnaeus, 1758               | Редкий залётный вид. Наблюдался только в Карпатах, окрестностях Львова. |
|                                                | Тугайный соловей              | Cercotrichas galactotes (Temminck, 1820)          | Редкий залётный вид. Наблюдался на Волыни 13 мая 1990 года. |
|                                                | Западный черноголовый чекан   | Saxicola rubicola (Linnaeus, 1766)                | Гнездящийся, перелётный вид. Гнездится практически по всей Украине, кроме Полесья и значительной части степной зоны. |
|                                                | Южный соловей                 | Luscinia megarhynchos (Brehm, 1831)               | Гнездящийся, перелётный вид. Гнездится в Прикарпатье, Закарпатье, Придунайском регионе и Крыму. |
| Семейство Вьюрковые (Fringillidae)             |                               |                                                   | |
|                                                | Белокрылый клёст              | Loxia leucoptera Gmelin, 1789                     | Редкий залётный вид. Регистрировался в основном в северо-западной части страны, Полесье. Известно лишь несколько встреч с птицами этого вида на территории Украины. |
|                                                | Большая чечевица              | Carpodacus rubicilla (Güldenstädt, 1775)          | Редкий залётный вид. Регистрировался на территории Крыма. |
|                                                | Вьюрок                        | Fringilla montifringilla Linnaeus, 1758           | Пролётный, зимующий вид. Может быть встречен на всей территории страны. |
|                                                | Горная чечётка                | Carduelis flavirostris (Linnaeus, 1758)           | Залётный вид. Зимой на залётах встречается в лесной и лесостепной зоне. |
|                                                | Зеленушка                     | Carduelis chloris (Linnaeus, 1758)                | Гнездящийся, перелётный, зимующий вид. Гнездится и мигрирует по всей территории страны. |
|                                                | Зяблик                        | Fringilla coelebs Linnaeus, 1758                  | Гнездящийся, перелётный, зимующий вид. Гнездится и мигрирует по всей территории страны. Регулярно зимует на юге Украины и в Закарпатье, во время зимовок отдельные особи и группы птиц могут встречаться на остальной части страны. |
|                                                | Канареечный вьюрок            | Serinus serinus (Linnaeus, 1766)                  | Гнездящийся, перелётный, зимующий вид. Гнездится на крайнем западе страны, в Полесье. Зимует на Закарпатье. |
|                                                | Клёст-еловик                  | Loxia curvirostra Linnaeus, 1758                  | Оседлый, кочевой, зимующий вид. Гнездится в Карпатах и Крымских горах. Во время зимних кочёвок встречаются на всей территории страны, преимущественно в лесной и лесостепной зоне, но с разной интенсивностью из года в год. Отмечены попытки гнездования под Киевом. |
|                                                | Клёст-сосновик                | Loxia pytyopsittacus Borkhausen, 1793             | Залётный вид. Зимой во время залётов встречаться в Полесье. |
|                                                | Коноплянка                    | Carduelis cannabina (Linnaeus, 1758)              | Гнездящийся, перелётный, зимующий вид. Гнездится и мигрирует по всей территории страны. |
|                                                | Обыкновенная чечевица         | Carpodacus erythrinus (Pallas, 1770)              | Гнездящийся, перелётный вид. Гнездится в лесной, лесостепной, на севере степной зоны, на юге Крымского полуострова. |
|                                                | Обыкновенный дубонос          | Coccothraustes coccothraustes (Linnaeus, 1758)    | Оседлый, кочевой, перелётный вид. Гнездится практически на всей территории страны, кроме Присивашья и равнинного Крыма. Мигрирует и зимует по всей Украине. |
|                                                | Сибирская чечевица            | Carpodacus roseus (Pallas, 1776)                  | Редкий залётный вид. Регистрировался в Крыму и в окрестностях Черновцов. |
|                                                | Снегирь                       | Pyrrhula pyrrhula (Linnaeus, 1758)                | Оседлый, перелётный, зимующий вид. Гнездится в Полесье, Карпатах. Зимой встречается на всей территории Украины, но численность залётов разная в различные годы. |
|                                                | Тундровая чечётка             | Acanthis hornemanni (Holboll, 1843)               | Редкий залётный вид. Зимой может встречаться на всей территории страны. |
|                                                | Чечётка                       | Carduelis flammea (Linnaeus, 1758)                | Зимующий вид. Встречается на зимовках в Карпатах. |
|                                                | Щегол                         | Carduelis carduelis (Linnaeus, 1758)              | Гнездящийся, перелётный, зимующий вид. Гнездится и мигрирует по всей территории страны. |
|                                                | Чиж                           | Carduelis spinus (Linnaeus, 1758)                 | Гнездящийся, перелётный, зимующий вид. Гнездится в Полесье, Карпатах и Крымских горах. Зимой кочует по всей территории Украины. |
|                                                | Щур                           | Pinicola enucleator (Linnaeus, 1758)              | Редкий залётный вид. Во время зимних залётов может встречаться в Полесье. |
| Семейство Овсянковые (Emberizidae)             |                               |                                                   | |
|                                                | Белошапочная овсянка          | Emberiza leucocephalos (Gmelin, 1771)             | Залётный вид. Может встречаться зимой по всей территории страны. |
|                                                | Горная овсянка                | Emberiza cia (Linnaeus, 1766)                     | Оседлый, кочевой вид. Гнездится в Крымских горах, зимует также в предгорьях. |
|                                                | Дубровник                     | Emberiza aureola Pallas, 1773                     | Гнездящийся, перелётный вид. Обитает в Северо-Восточном Полесье. Включён в Международный красный список МСОП со статусом , как вид в уязвимом положении. |
|                                                | Желтобровая овсянка           | Emberiza chrysophrys (Pallas, 1776)               | Редкий залётный вид. Был зарегистрирован во Львовской области. |
|                                                | Каменная овсянка              | Emberiza buchanani Blyth, 1844                    | Редкий залётный вид, отмеченный на острове Змеиный, когда 25 мая 1983 года здесь был добыт самец. |
|                                                | Красноклювая овсянка          | Emberiza caesia Cretzschmar, 1827                 | Редкий залётный вид. Был зарегистрирован в Крыму. |
|                                                | Лапландский подорожник        | Calcarius lapponicus (Linnaeus, 1758)             | Зимующий вид на территории лесной и лесостепной полосы, а также севере степной. |
|                                                | Обыкновенная овсянка          | Emberiza citrinella Linnaeus, 1758                | Оседлый, кочевой вид. Гнездится в лесной и лесостепной зонах, на большей части Степи, в горном Крыму. Не зимует только в Карпатах. |
|                                                | Овсянка-крошка                | Emberiza pusilla Pallas, 1776                     | Редкий залётный вид, зарегистрированный в Крыму, около Киева и в Волынской области. |
|                                                | Овсянка-ремез                 | Emberiza rustica Pallas, 1776                     | Редкий залётный вид, который был зарегистрирован в Крыму и Львовской области. |
|                                                | Огородная овсянка             | Emberiza cirlus Linnaeus, 1766                    | Редкий залётный вид, зарегистрированный в Крыму и Львовской области. |
|                                                | Просянка                      | Emberiza calandra Linnaeus, 1758                  | Оседлый, кочевой, перелётный вид. Гнездится на всей территории страны, кроме гор. Зимует в степной и лесостепной полосе. |
|                                                | Пуночка                       | Plectrophenax nivalis (Linnaeus, 1758)            | Зимующий вид, встречающийся по всей Украине. |
|                                                | Садовая овсянка               | Emberiza hortulana Linnaeus, 1758                 | Гнездящийся, перелётный вид. Гнездится по всей Украине, кроме Карпат и Присивашья. |
|                                                | Тростниковая овсянка          | Emberiza schoeniclus (Linnaeus, 1758)             | Гнездящийся, перелётный, зимующий вид. Гнездится по всей Украине, кроме Карпат и большей части Крыма. Регулярно зимует в лесостепной и степной зоне. |
|                                                | Черноголовая овсянка          | Emberiza melanocephala (Linnaeus, 1758)           | Гнездяшаяся, перелётная. Современный ареал в Крыму охватывает весь Керченский полуостров. Отдельные пары отмечены в Приазовье на побережье в Запорожской, Херсонской областях, в степях Крыма. Численность — 150—200 пар. |

## Комментарии
1. 1 2  Бо́льшая часть Крымского полуострова  является объектом территориальных разногласий между Россией, контролирующей спорную территорию, и Украиной, в пределах признанных большинством государств — членов ООН границ которой спорная территория находится. Согласно федеративному устройству России, на спорной территории Крыма располагаются субъекты Российской Федерации — Республика Крым и город федерального значения Севастополь. Согласно административному делению Украины, на спорной территории Крыма располагаются регионы Украины — Автономная Республика Крым и город со специальным статусом Севастополь.